# Réservoir de Caniapiscau
Vous lisez un « article de qualité » labellisé en 2012.
Pour les articles homonymes, voir Caniapiscau (homonymie).
Le réservoir de Caniapiscau est un lac de barrage qui forme la partie la plus orientale du complexe hydroélectrique La Grande dʼHydro-Québec. Dʼune superficie de 4 318 km2, le réservoir est de loin la plus grande étendue dʼeau douce sur le territoire du Québec au Canada,. Aménagé entre 1976 et 1983 dans une région difficile dʼaccès du Moyen-Nord québécois, à plusieurs centaines de kilomètres de tout endroit habité, le réservoir est alimenté par un bassin versant de 37 660 km2, qui a été détourné du bassin versant de la rivière Caniapiscau, un affluent de la rivière Koksoak.
Le réservoir comporte deux barrages et quarante-et-une digues en enrochements, qui ont été érigées en déplaçant 27 millions2 de mètres cubes de remblais. Au niveau maximal normal de 535,5 m, le réservoir retient un volume total de 53,79 km3 dʼeau, dont une réserve utile de 39,07 km3.
Un ouvrage régulateur situé au lac Brisay contrôle les volumes dʼeau transférés vers le détournement Caniapiscau-Laforge et les centrales hydroélectriques en aval. Les transferts vers la baie James, qui peuvent atteindre jusqu'à 1 130 m3/s, ont lieu depuis janvier 1984. Aujourd'hui, une centrale hydroélectrique, la centrale Brisay, remplace l'ouvrage régulateur et turbine lʼeau transférée du réservoir. Mise en service en 1993, la centrale a une puissance installée de 469 MW. Au nord du réservoir, lʼévacuateur de crues Duplanter permet le déversement de lʼeau dans la rivière Caniapiscau, en cas de besoin.
Au terme de la deuxième phase du projet de la baie James, les volumes dʼeau fournis par le réservoir de Caniapiscau représentaient 23 % des apports du bassin hydrographique de la Grande Rivière et 35 % de la production dʼénergie totale du complexe hydroélectrique.
La construction du réservoir a eu des conséquences sur le plan environnemental. En plus dʼinonder un territoire dʼune superficie de plus de 3 400 km2 et de réduire le débit des rivières Caniapiscau et Koksoak en détournant les apports dʼune partie du bassin versant vers celui de la Grande Rivière, le réservoir a temporairement modifié les conditions physico-chimiques de lʼeau et augmenté le niveau de méthylmercure dans la chair des poissons, en particulier chez les espèces piscivores.

## Description
Le réservoir de Caniapiscau est situé à cheval entre la municipalité de Eeyou Istchee Baie-James, délimitée à lʼest par le 70e méridien de longitude Ouest, et le territoire non organisé de Caniapiscau, dans la municipalité régionale de comté du même nom de la région administrative de la Côte-Nord. Le territoire est assujetti aux dispositions de la Convention de la Baie-James et du Nord québécois (1975) et de la Convention du Nord-Est québécois (1978), qui gouvernent les relations entre les gouvernements du Canada et du Québec, Hydro-Québec ainsi que les communautés autochtones cries, inuites et naskapies.
Au recensement de 2011, la région est inhabitée. Le réservoir est accessible par avion ou par la route Transtaïga. L'extrémité nord-est de la route — située près de lʼévacuateur de crues Duplanter — se trouve à 745 km à lʼest de Radisson, ce qui en fait le point accessible par la route le plus éloigné dʼune ville en Amérique du Nord. La ville de Schefferville, à la frontière du Labrador, est située à 190 km au nord-est, mais le terrain entre les deux endroits est impraticable, même dans un véhicule tout-terrain.
Lʼancien campement désaffecté du lac Pau, qui a servi lors des travaux dʼaménagement du réservoir, est utilisé en 2012 par un pourvoyeur offrant ses services aux touristes attirés par la pêche sportive et la chasse au caribou. L'hydro-aérodrome adjacent sert au transporteur Air Saguenay, qui offre des services de base pendant lʼété.

### Géologie

Carte du réservoir de Caniapiscau.

Le réservoir de Caniapiscau chevauche deux plateaux relativement peu accidentés. À lʼest, le plateau de Caniapiscau, qui sʼélève jusqu'à 775 m par endroits, sʼétend en direction de Schefferville. À lʼouest, le plateau des Lacs, dont lʼaltitude varie de 400  à   700 m, est caractérisé par un relief ondulé et un grand nombre de bassins lacustres. Les anciens lacs Caniapiscau, Delorme et Lemaître — aujourd'hui recouverts par la mise en eau du réservoir —, constituent en gros la frontière entre les deux entités physiographiques.
La région appartient à la province du Supérieur du Bouclier canadien. Le relief est déterminé par un socle rocheux constitué essentiellement de roches métamorphiques. Les dénivellations entre les sommets et les points les plus bas sont de lʼordre de 150 m. Le roc de cette région, qui date de la période archéenne, est constitué de divers types de gneiss, notamment du gneiss granitique (gneiss et granit à pyroxène, granit et granodiorite), du gneiss à biotite et du granit gneissique. Le métamorphisme a pratiquement fait disparaître les grands plissements régionaux, mais certains indices montrent que lʼaxe des plis pointe vers le nord-est,.
Des formes de dégradation et des saprolites ont été observées sur des affleurements rocheux lors dʼétudes cartographiques détaillées de la région menées à la fin des années 1990. Ces formes de météorisation se sont développées sur du granit gneissique riche en biotite, qui a été retrouvé sur quatre sites de la région, dont deux situés tout près du réservoir. De tels phénomènes géomorphologiques, antérieurs à la dernière période glaciaire, ont également été découverts en Fennoscandie, sur lʼîle de Baffin et dans le nord du Labrador. Ils sont utiles pour nous aider à comprendre les effets de lʼérosion et l'évolution des anciennes calottes glaciaires.
Au Quaternaire, cette région de la partie centrale du Nouveau-Québec est lʼune des dernières à émerger de la glaciation du Wisconsin. La fusion définitive de la glace sʼest échelonnée entre 6 200  et   5 600 AP. Les dépôts meubles, en général minces et discontinus, sont constitués de till et de sédiments fluvio-glaciaires. De nombreux blocs, dʼorigine généralement locale, gisent en surface presque partout. Trois blocs erratiques de roche ferrière provenant de la fosse du Labrador, située 60  à   100 km au nord-est, ont été détectés dans la région.
Trois types de moraines ont été recensées sur le territoire : la moraine de fond à surface fuselée, la moraine de Rogen et, plus rarement, des terrains morainiques à buttes et à dépressions. Les drumlins, les roches moutonnées et les crags de la région forment deux ensembles affichant des directions opposées et séparés par la ligne de partage glaciaire. À lʼouest, les indicateurs témoignent dʼun écoulement vers lʼouest et le sud-ouest, alors qu'à lʼest de la ligne, le dernier mouvement sʼest fait en direction nord-est. De la moraine de Rogen a été décelée dans les dépressions des lacs Delorme et Caniapiscau, et jusqu'à 35 km à lʼouest de la ligne de partage des glaces.

### Climat
Le réservoir de Caniapiscau est situé dans la région climatique continentale froide de type subarctique (Dfc, selon la classification Köppen-Geiger), caractérisée par des saisons fortement contrastées où alternent des hivers longs et rigoureux et des étés courts et doux. Le relief peu accentué de la région facilite le passage des masses dʼair arctiques à lʼorigine du froid intense qui sévit en hiver et qui repousse le dégel tard au printemps. La période sans gel ne dure que 75 jours, de la quatrième semaine de juin à la première semaine de septembre. À titre dʼindication, lʼhiver glaciologique moyen à la station météorologique de Nitchequon — située au sud-ouest du réservoir, à 125 km à vol d'oiseau — débute le 22 octobre pour se terminer le 4 mai.
Le réservoir se situe dans l'une des régions les plus arrosées du complexe La Grande. Les précipitations annuelles y avoisinent les 800 mm par an, dont plus du tiers sous forme de neige, comme le montrent les données de Nitchequon reproduites ci-dessous. Les précipitations les plus fortes tombent sous forme de pluie pendant lʼété, avant de diminuer considérablement en intensité au cours de lʼhiver.
Dans la région, trois facteurs principaux sont responsables de lʼaugmentation des turbulences à lʼorigine de la formation des nuages : primo, les systèmes météorologiques empruntent des trajectoires différentes selon les saisons ; secundo, la glace sur la mer réduit lʼévaporation en hiver ; et tertio, la durée dʼensoleillement est plus longue en été.
Comme dans le reste du territoire de la Baie-James, les vents dominants soufflent de la côte vers lʼintérieur et viennent de directions comprises entre le sud-sud-est et le nord-ouest. Leurs vitesses moyennes varient entre 16  et   20 km/h.
| Mois                                        | jan.          | fév.          | mars         | avril        | mai           | juin         | jui.         | août         | sep.         | oct.          | nov.         | déc.          | année |
| ------------------------------------------- | ------------- | ------------- | ------------ | ------------ | ------------- | ------------ | ------------ | ------------ | ------------ | ------------- | ------------ | ------------- | ----- |
| Température minimale moyenne (°C)           | −29,4         | −28,4         | −22,3        | −12,2        | −3,1          | 4,6          | 9,2          | 7,9          | 3            | −3            | −11,6        | −24,3         | −9,1  |
| Température moyenne (°C)                    | −23,5         | −21,8         | −15,1        | −6,2         | 1,8           | 9,7          | 13,6         | 12           | 6,5          | 0             | −8           | −19,3         | −4,2  |
| Température maximale moyenne (°C)           | −17,8         | −15,3         | −8           | −0,3         | 6,7           | 14,9         | 17,9         | 16           | 9,9          | 2,9           | −4,7         | −14,4         | 0,6   |
| Record de froid (°C) date du record         | −49,4 1957/15 | −48,3 1972/17 | −45 1948/05  | −35 1960/11  | −22,8 1972/01 | −6,7 1956/08 | −2,2 1943/12 | −0,6 1976/31 | −8,3 1942/23 | −17,2 1944/29 | −35 1972/25  | −46,7 1970/23 |       |
| Record de chaleur (°C) date du record       | 3,9 1959/17   | 5,6 1981/24   | 10,4 1979/21 | 13,9 1984/27 | 26,1 1950/30  | 32,2 1947/25 | 31,1 1953/17 | 28,9 1946/03 | 26,1 1948/05 | 20 1970/10    | 9,4 1977/11  | 6,7 1957/21   |       |
| Précipitations (mm)                         | 38,5          | 30,9          | 44,9         | 40,8         | 57,5          | 87,7         | 112,4        | 119,6        | 107,7        | 82,1          | 60,6         | 44,4          | 827,2 |
| dont pluie (mm)                             | 0             | 0,6           | 3,3          | 7,7          | 39,2          | 81,7         | 112,4        | 117,7        | 97,8         | 41,8          | 13,4         | 2,1           | 517,6 |
| dont neige (cm)                             | 41,7          | 34,4          | 45           | 34,2         | 18,5          | 5            | 0            | 1,9          | 10,2         | 41,4          | 50,3         | 45,6          | 328,2 |
| Record de pluie en 24 h (mm) date du record | 6,1 1946/06   | 6,2 1981/11   | 18,5 1976/21 | 13 1979/26   | 45,7 1963/28  | 37,3 1965/24 | 58,2 1964/29 | 49,4 1981/12 | 34,5 1944/12 | 59,7 1959/24  | 20,3 1975/08 | 29,2 1964/25  |       |
| Record de neige en 24 h (cm) date du record | 19,8 1977/29  | 25,4 1953/21  | 50,8 1947/25 | 34,2 1981/14 | 18,3 1976/04  | 24,9 1983/08 | 1 1983/09    | 25,9 1965/29 | 28,2 1974/30 | 32,3 1966/16  | 35,7 1977/18 | 37,8 1969/28  |       |
| Nombre de jours avec précipitations         | 0             | 0             | 1            | 3            | 9             | 15           | 18           | 19           | 17           | 10            | 3            | 0             | 96    |
| Humidité relative (%)                       | 78            | 78            | 78           | 73           | 66            | 60           | 63           | 66           | 73           | 81            | 85           | 82            |       |
| Nombre de jours avec neige                  | 18            | 14            | 15           | 11           | 7             | 2            | 0            | 0            | 5            | 14            | 19           | 17            | 122   |
| Nombre de jours d'orage                     | 0             | 0             | 0            | 0            | 0             | 3            | 3            | 3            | 0            | 0             | 0            | 0             | 10    |

### Hydrologie

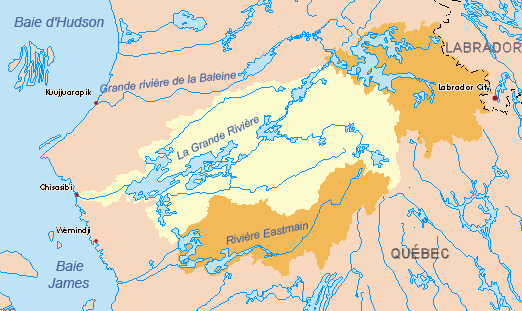
Le bassin versant de la première phase du complexe La Grande. En orange, au nord-est, le bassin versant qui alimente le réservoir de Caniapiscau.

Avant la construction du complexe La Grande, la rivière Caniapiscau arrosait le secteur où se trouve aujourd'hui   le réservoir. La rivière prend sa source à 200 km au sud, dans le lac Sevestre, sur un plateau séparant la tête de la rivière Manicouagan — qui se jette dans le golfe du Saint-Laurent —, et le versant de la baie d'Ungava. Elle courait du sud au nord sur près de 900 km, jusqu'à la rivière aux Mélèzes, formant avec cette dernière la rivière Koksoak. Longue de 135 km, la rivière irriguait une superficie de 137 000 km2 à son embouchure, près de Kuujjuaq. De sa source à son embouchure, la Caniapiscau arrosait un bassin versant de 89 615 km2.
Le secteur du réservoir, à 200 km en aval de la source, était constitué dʼun chapelet de lacs peu profonds, dʼorigine glaciaire, dʼune superficie totale de 845 km2. La rivière traversait les principaux lacs de la région, soit le lac Caniapiscau, dʼune superficie de 410 km2, de même que les lacs Delorme et Lemaître. À lʼest, les lacs Clairambault, DʼEsperey, Vermeulle et Porée formaient un second axe convergeant vers la Caniapiscau, dans la région du lac Duplanter.
La partie amont de la rivière Caniapiscau — renommée rivière René-Lévesque en 1997 —, constitue la principale source dʼalimentation du réservoir, avec un sous-bassin de 20 300 km2. Au total, le réservoir, qui sʼest étendu aux lacs Brion au nord, Brisay et Marsilly à lʼextrémité ouest et au système du lac Male Otter au sud-ouest, a créé une aire de drainage qui sʼétend au sud et à lʼest jusqu'aux monts Otish et la frontière du Labrador sur une superficie de 37 660 km2.
Comme c'est généralement le cas au Québec, le régime hydrologique du bassin versant est de type pluvio-nival, avec une forte crue printanière attribuable à la fonte des neiges. Comme la rivière Caniapiscau coule du sud au nord, dans le sens de la décroissance du gradient thermique, et que les conditions climatiques sont rigoureuses, la crue débute plus tard, le 12 mai en moyenne, pour atteindre son maximum après seulement trois semaines, le 3 juin.
La crue est suivie dʼun étiage dʼété et dʼune crue automnale, dʼorigine pluviale. Lʼétiage dʼhiver se prolonge de novembre à mai. Sur la période de 1963 à 1980, le débit maximal des crues, à Duplanter, est en moyenne de 3 225 m3/s au printemps et de 1 380 m3/s à lʼautomne, avec des coefficients de variation de 0,25 et de 0,21 respectivement.
Le remplissage du réservoir a duré deux ans et demi. Il a débuté le 25 octobre 1981 avec un niveau initial de 496 m qui a grimpé de 3,3 m après 24 heures et de 8,2 m après une semaine. Le niveau minimal dʼexploitation de 522,6 m a été atteint 8 mois plus tard, le 26 juillet 1982. Les soutirages vers le bassin de la Grande Rivière ont débuté le 18 janvier 1984. Ils ont dʼabord été limités à 570 m3/s pendant les deux premiers mois dʼexploitation, pour être ensuite augmentés au débit maximal de 1 130 m3/s pendant un mois, du 26 mars au 27 avril 1984. Le réservoir a atteint son niveau dʼexploitation maximal normal pour la première fois le 30 août 1984.

### Îles

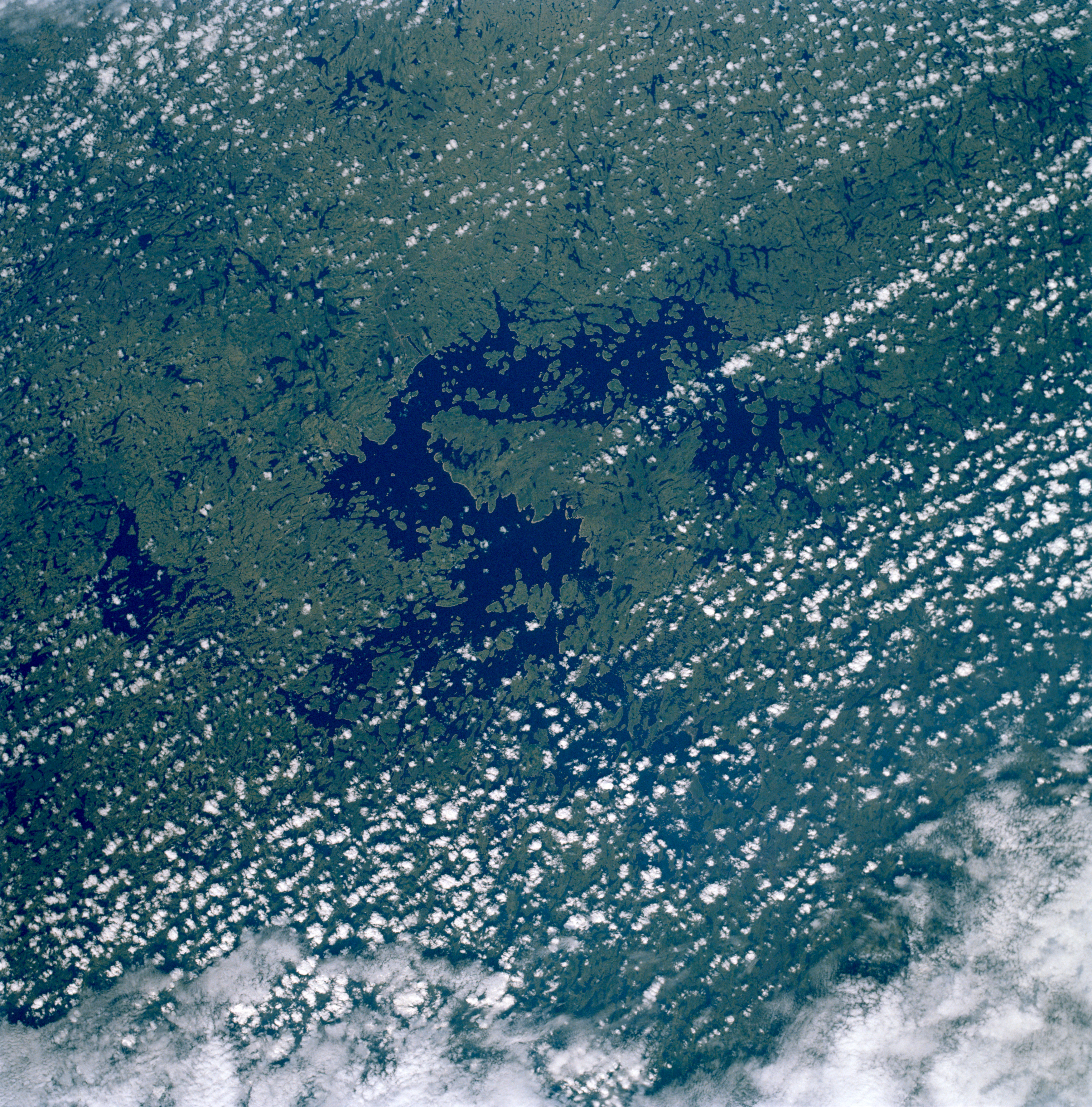
Le réservoir de Caniapiscau compte un grand nombre dʼîles et dʼîlots, comme le montre cette photo prise de la navette spatiale Columbia pendant la mission STS-28, en août 1989.

La création du réservoir a formé un archipel qui compte quelque 300 îles et îlots, vestiges de monts et collines qui étaient visibles avant la mise en eau. En 1997, la Commission de toponymie du Québec nomme lʼarchipel Le Jardin au Bout du Monde — le titre dʼune nouvelle de Gabrielle Roy — et donne un nom français à 101 îles à partir de titres ou dʼexpressions représentatives, tirées dʼœuvres de la littérature québécoise de lʼaprès-guerre. Parmi les auteurs honorés, notons Lise Bissonnette, Marie-Claire Blais, Chrystine Brouillet, Philippe Haeck, Louis Hamelin, Gilles Hénault, Robert Lalonde, Félix Leclerc, Yves Préfontaine et Gilles Vigneault,,.
Décrit comme « 101 fleurs échappées du jardin de l’imaginaire et qui se répandent dans ce Jardin du Bout du Monde, animant l’anonyme », ce « poème géographique de 101 vers » marque le 20e anniversaire de lʼadoption de la Charte de la langue française par lʼAssemblée nationale du Québec, le 26 août 1977.
La nomenclature de la Commission de toponymie est toutefois critiquée par les leaders inuits et cris, qui soutiennent que le gouvernement n'a pas consulté les communautés autochtones avant de procéder à ces désignations. Pour un leader inuit, « il sʼagit dʼune manœuvre de la commission pour créer artificiellement une histoire française là où elle n'existe pas ». Invoquant Albert Memmi, le chef cri Matthew Coon Come compare le Québec à un pouvoir colonial qui sʼaffirme en effaçant les traces matérielles du peuple colonisé. La géographe Caroline Desbiens explique lʼobjection des cris par le fait que « le projet avait le pouvoir de naturaliser un paysage nouveau auquel les Cris tentent encore de sʼadapter ». Malgré la controverse, la Commission de toponymie a maintenu les nouveaux noms, estimant que ce territoire, tel que modifié par lʼaménagement hydroélectrique, était « anonyme, complètement vierge ».
La même année, pour souligner le dixième anniversaire de la mort de René Lévesque, la Commission de toponymie décide de nommer la presqu'île centrale longue de 80 km le Point de Mire, du nom de l'émission du même nom que René Lévesque a animé entre 1956 et 1959.

## Faune et flore

### Flore

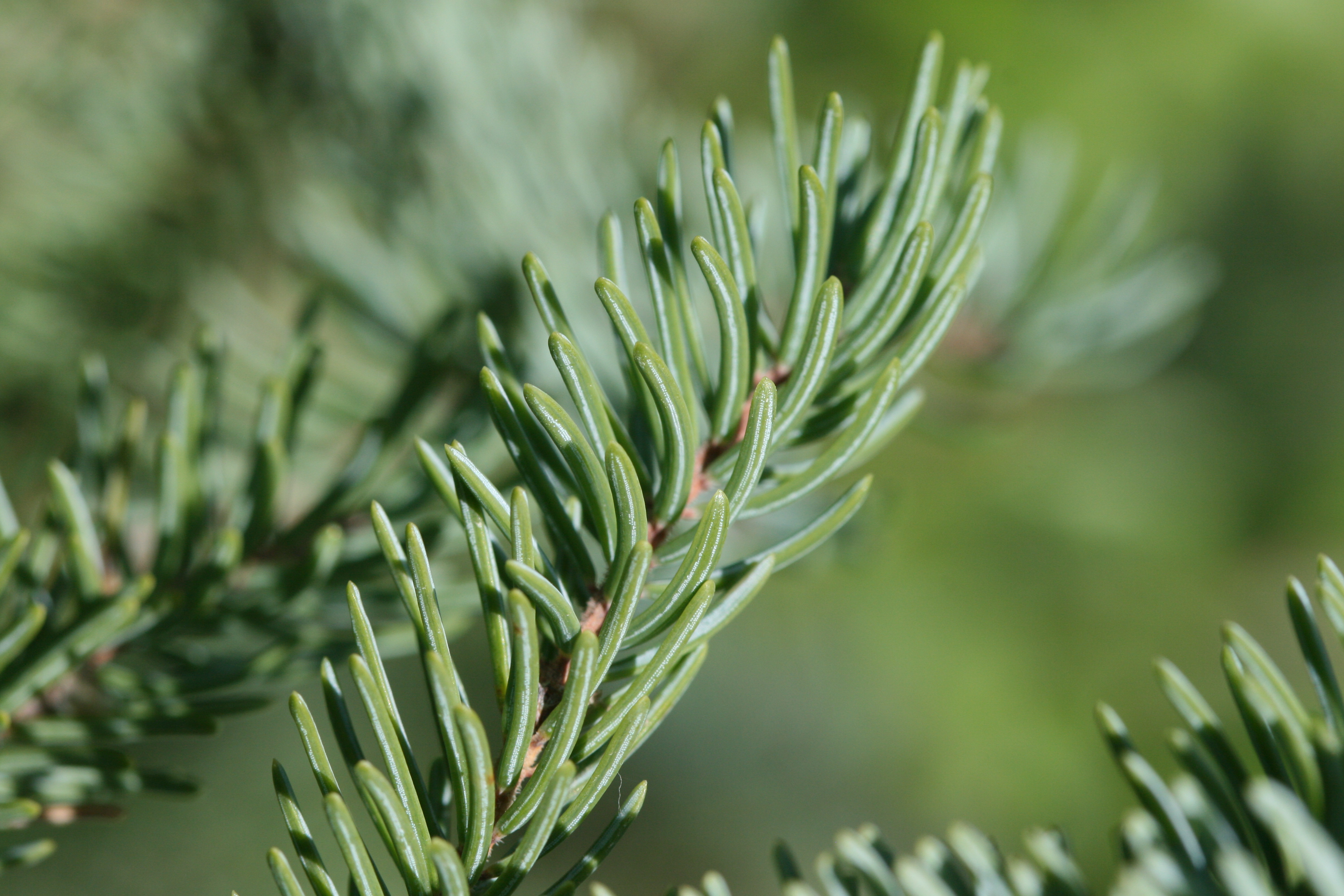
Lʼépinette noire (Picea mariana) est lʼarbre dominant dans la région du réservoir.

La région du réservoir appartient à la province du Plateau du Nord-du-Québec, lʼune des 13 provinces naturelles de niveau I que compte le Cadre écologique de référence du Québec. Cette province naturelle est dominée par une forêt résineuse ouverte, des landes à lichens et des tourbières. Les brûlis sont abondants et occupent jusqu'à 10 % de la superficie de la province naturelle.

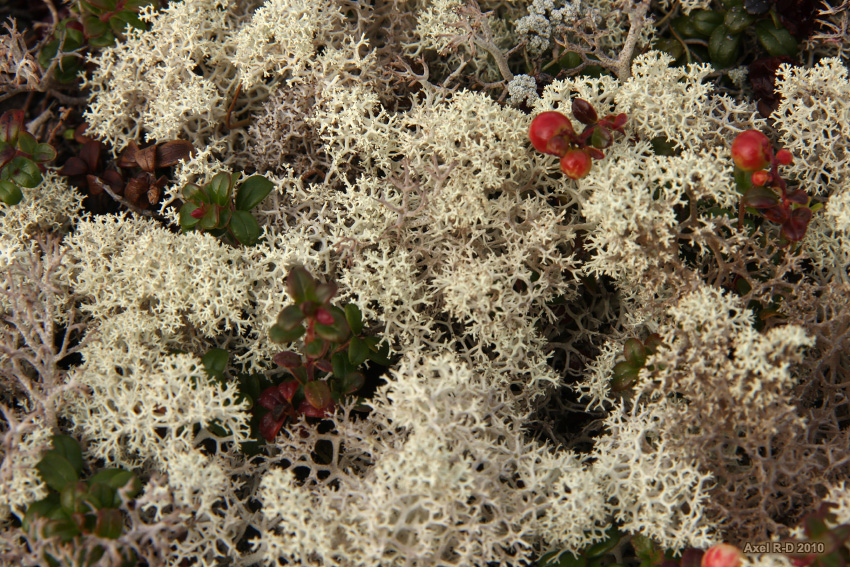
La surface des sols est occupée par des lichens, un aliment de base de la diète des caribous qui fréquentent la région.

La pessière à lichens est le type forestier dominant en raison des conditions de température et de précipitations. La surface du sol est occupée par des lichens des genres Cladonia et Cladina, avec plusieurs éricacées. Comme dans lʼensemble des régions de la péninsule du Québec-Labrador entre les 52e et 55e parallèles, lʼépinette noire est lʼessence dominante dans la strate arborée. Toutefois, Ducruc et al. (1976) soulignent la présence de mélèze laricin dans le secteur du lac Delorme, dont ils soulignent « lʼabondance et la constance ».
Même si les arbres dépassent 3 m de hauteur, leur densité est faible et représente rarement plus de 25 % du couvert végétal. Décrite par le botaniste Jacques Rousseau « comme une émulsion de parcelles arctiques et de parcelles subarctiques », la zone du réservoir marque une transition ; plusieurs auteurs placent la région dans lʼhémiarctique plutôt que dans le subarctique.
Une étude menée en 1976 pour le compte de la Société d'énergie de la Baie James (SEBJ) tend à démontrer que les épinettes noires de la région écologique du Lac Delorme sont plus petites que celles des régions plus à lʼouest. Les arbres présentent un diamètre maximum de 10  et   13 cm et atteignent une hauteur maximale de 4 m. Les spécimens moyens ont toutefois un gabarit plus modeste, avec un diamètre moyen de 8 cm et une taille moyenne de 2,5 m.
Les tourbières représentent 5 % des terres ennoyées par le réservoir, pour une superficie de 233 km2. Contrairement aux réservoirs du complexe situés à lʼouest, des régions où les tourbières ombrotrophes dominent, les tourbières de Caniapiscau sont presque toujours de type minérotrophe mince. Cette différence sʼexplique par la nature des dépôts tourbeux et le relief moutonné des hautes terres continentales du plateau du Nord-du-Québec.

### Faune

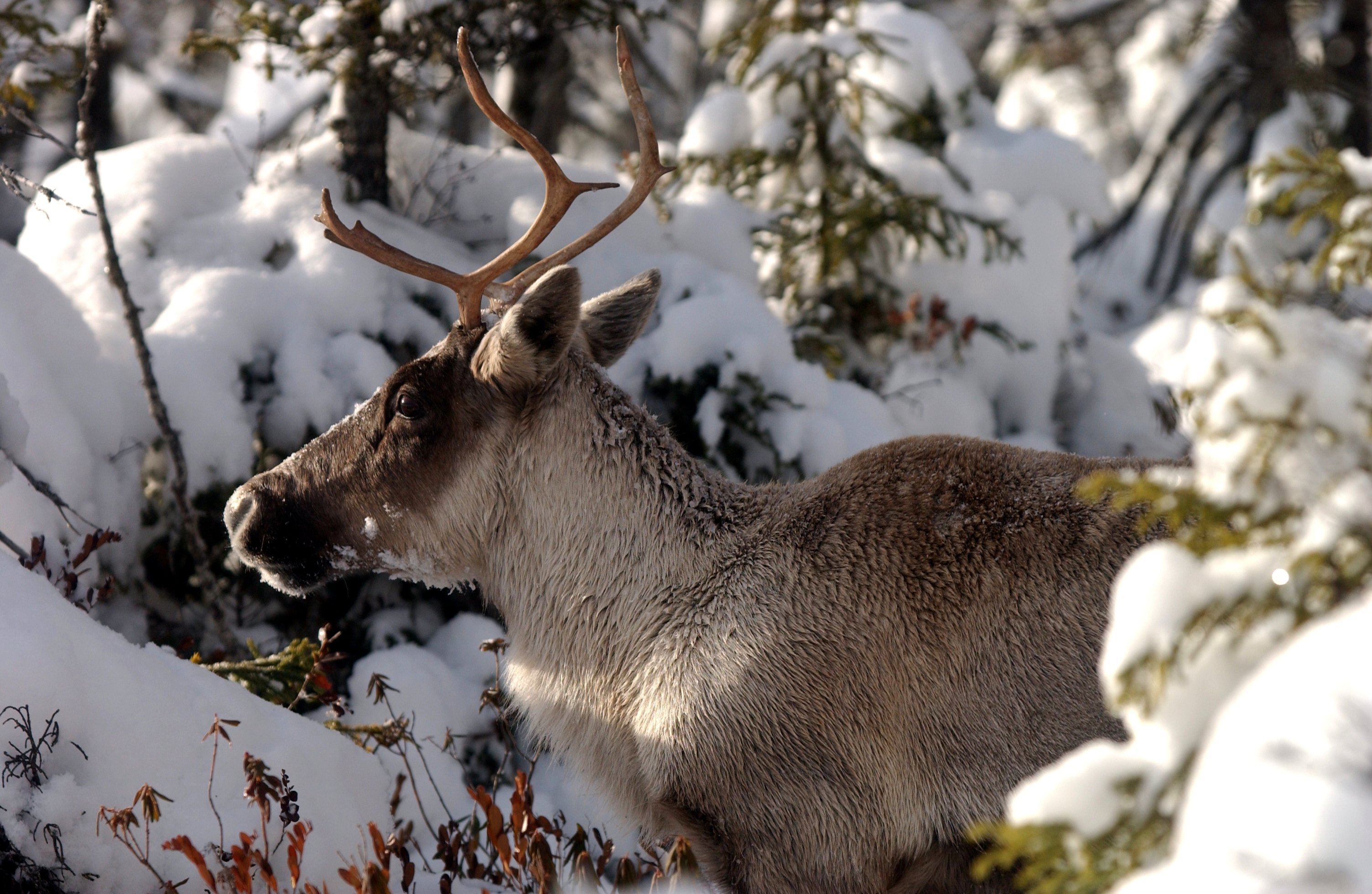
Un caribou des bois (Rangifer tarandus caribou) dans le Moyen-Nord québécois.

Les espèces animales représentatives de cette province naturelle sont le caribou, le renard arctique et le lemming dʼUngava. La faune aviaire est représentée par le lagopède des rochers, le bruant à couronne blanche, le sizerin flammé et la bernache du Canada.
Dʼautres espèces, plus abondantes dans dʼautres secteurs du bassin de la Grande Rivière, sont moins présentes du côté de Caniapiscau. Par exemple, une étude de la SEBJ note que la densité dʼorignaux ne dépasse pas un individu par 25 km2. Peu de loups sont signalés, mais la présence de pistes de ce prédateur est souvent associée à la présence dʼorignaux et de caribous. Avec 1,7 colonie par 25 km2, la densité du castor est aussi généralement inférieure à celle enregistrée dans les régions plus à lʼouest.
Dans le secteur de la centrale Brisay, la présence de mustélidés est rapportée — loutre, martre et vison — en plus des lièvres et lagopèdes, dont la présence fluctue selon les cycles dʼabondance.
Le grand brochet, le grand corégone, le meunier rouge, la lotte, et le touladi sont présentes dans les eaux du réservoir,. Sur sept sites de pêche dans le secteur du réservoir, la ouananiche n'a été recensée que sur un seul, situé à lʼaval de la centrale Brisay.

## Histoire

### 3 500ans de présence humaine
La région du lac Caniapiscau est connue de longue date des chasseurs et marchands de fourrures. Tant les Cris que les Montagnais et Naskapis ont longtemps fréquenté l'endroit, qu'ils ont nommé kaniapiskau, ou mieux kaneapiskak, en raison de la présence d'une pointe rocheuse qui s'avance dans le lac. Des fouilles archéologiques menées avant la mise en eau du réservoir, à la fin des années 1970, ont permis de distinguer trois grandes périodes d'occupation antérieures à l'époque contemporaine, de 1880 à nos jours.
L'archéologue David Denton, qui a dirigé des fouilles dans le secteur entre 1976 et 1979, indique que ses travaux ont permis de dénombrer 89 sites comportant des composantes préhistoriques ou du début de la période du contact avec les Européens. Trente-six sites de la Préhistoire ou du début de la période historique ont été fouillés, dont certains de manière systématique.
La datation au radiocarbone des artéfacts retrouvés a permis de distinguer deux périodes préhistoriques. Les sites de la première période, allant de 3500 à 2000 avant aujourd'hui (BP), semblent indiquer « une occupation intermittente, peut-être saisonnière, par de très petits groupes très mobiles ». Durant la première période, qui dure de 1550 av. J.-C. à 450 de notre ère, la région du réservoir est fréquentée par des groupes de chasseurs nomades qui visitent l'endroit en été ou au début de l'automne. Les traces découvertes par les archéologues témoignent de leurs activités dans le secteur : chasse, pêche, transformation du gibier, travail des peaux, du bois et de l'os et fabrication d'outils en pierre
Les sites plus récents suggèrent « une occupation plus continue et plus intensive de la région » qui débute il y a 1 800 ans et qui se poursuit jusqu'à la période historique. L'analyse des traces laissées par les établissements humains établis autour des lacs de la région au cours de la période préhistorique récente et de leurs foyers dénote une uniformité culturelle selon Denton. Les fouilles ont permis de caractériser deux types d'habitation. Les premières, avec des planchers de forme ronde ou ovale, correspondent au tipi (le miichwaap cri ou le tshistuaikantshoap montagnais) ou à la tente en forme de dôme (le maatuchisaanikamikw cri et le meteshan tshoap montagnais) des périodes historique et moderne. Les secondes sont de forme rectangulaire et comportent généralement deux portes aux extrémités et plusieurs foyers. De telles maisons étaient courantes chez les Cris, les Montagnais et les Naskapis de la période historique et sont connues sous le nom de shaputuan. Les foyers, généralement ovales ou allongés dans la période préhistorique récente, sont composés d'un dépôt de sable contenant des os calcinés et de pierres éclatées par le feu. L'abandon de ce type de foyers pour des foyers ronds contenant peu d'os aux XIXe et XXe siècles peut s'expliquer par l'abandon du mode de cuisson par ébullition aux pierres chaudes, le déclin du bouillon aux os comme principal breuvage ou à des changements aux habitudes de rejet des restes d'animaux.
L'étude du site GaEk-1 situé dans la partie centrale du lac Caniapiscau a permis de découvrir une série de six structures dénotant une occupation durant la période allant de 1440 à 320 BP. Le site est situé au pied d'un segment d'esker à une altitude variant entre 1,5  et   2,5 m au-dessus du niveau du lac à l'étiage. L'accès au site est facilité par une plage de sable et offre une bonne protection contre les vents dominants de l'ouest. Selon Luc Nolin, des indices laissés sur place laissent croire que les autochtones auraient occupé ce campement à l'automne et au début de l'hiver pour coïncider avec la formation des hardes de caribous et pour profiter d'autres espèces qui fréquentent ce milieu. Ainsi, l'aménagement des shaputuan permettant à plusieurs familles de se loger, ce qui « révèle un besoin de coopération de groupes de chasse multifamiliaux ».
Les recherches sur l'industrie lithique des premiers occupants de la région ont permis de déterminer la provenance du quartz, des quartzites et des chailles utilisés dans la région. Outre le quartz d'origine locale, qui constitue la moitié de la quantité de débris et 80 % du poids, les chailles ainsi que deux types de quartzites exotiques ont attiré l'attention des archéologues. La présence de quartzite de la baie de Ramah et de Mistassini, deux régions situées à des centaines de kilomètres des sites archéologiques, a donné lieu à plusieurs hypothèses.
Trois hypothèses s'affrontent pour expliquer la présence de matériaux lithiques exotiques sur les sites : la migration, l'acquisition directe ou le troc. Certains archéologues, soutenus par des études historico-linguistiques, soutiennent que les populations de l'est et de l'ouest de la péninsule du Québec-Labrador sont des ancêtres des groupes algonquiens qui ont pénétré le territoire en provenance du sud. Bien que les données archéologiques des sites de la Caniapiscau ne permettent pas de le déterminer de manière « claire et sans équivoque », Denton soutient que l'hypothèse est « plausible ».
Cependant, Denton prévient que la présence de matériaux lithiques de différentes provenances ne doit pas nécessairement être interprétée comme un signe de la présence de zones orientale et occidentale dans le peuplement algonquien du Québec-Labrador. Cette présence pourrait résulter d'une situation complexe et constituer un aspect des échanges entre les occupants de la région de Caniapiscau et des habitants de différentes parties de la péninsule. L'uniformité culturelle des sites soutient aussi l'hypothèse d'une occupation de nature plus permanente, avec des camps de base réutilisés pendant de longues périodes puis abandonnés en raison de changements dans la disponibilité du caribou.
L'anthropologue Moira T. McCaffrey soutient que les matières premières exotiques atteignaient l'intérieur de la péninsule par le biais de l'échange. Pendant la période préhistorique récente, « il semble à tout le moins probable que le maintien de relations sociales à grande échelle, qui impliquaient l'échange de biens, d'information et de membres de différentes bandes, ait été une composante fondamentale d'une adaptation à un environnement naturel difficile. » Dotés d'une apparence translucide et lustrée caractéristique, les quartzites de Ramah auraient notamment acquis une valeur symbolique au sein du système de croyances autochtone.
Bien qu'il note lui aussi « la similarité et la persistance sur plus d'un millénaire » des technologies et des modes d'établissement, Nolin constate toutefois que les occupants du site GaEk-1 auraient favorisé de plus en plus les contacts avec les secteurs situés à l'est à compter de l'an 1000, bien que certaines affinités typologiques aient été établies avec des sites plus à l'ouest, comme ceux de La Grande-4 et La Grande-3.

### Traite des fourrures et exploration

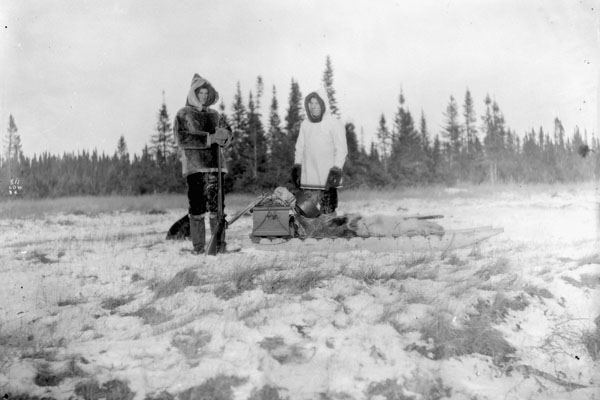
Albert Peter Low et David Eaton, au cours de leur expédition de 1893-1894.

La troisième période, entre 1650 et 1880, est marquée par lʼarrivée des Européens. Les objets de pierre taillée cèdent graduellement leur place aux objets en métal, rendus disponibles par la traite des fourrures. Toutefois, un climat plus froid, des famines et des épidémies entraînent une forte mortalité et la décroissance des populations.
Entre 1790 et 1820, la Compagnie du Nord-Ouest se livre une concurrence féroce avec la Compagnie de la Baie d'Hudson et ouvre une série de postes sur la Terre de Rupert, dont un à proximité du lac Caniapiscau. Le poste est fermé lors de la fusion de lʼentreprise montréalaise avec sa rivale.
La guerre commerciale entre les deux compagnies ayant pratiquement épuisé les ressources des régions de trappe traditionnelles, la Compagnie de la Baie d'Hudson se tourne alors vers l'intérieur de la péninsule du Québec-Labrador. Elle envoie d'abord James Clouston dans la région en 1819-1820, puis Nicol Finlayson et Erland Erlandsson explorent l'Ungava à compter de 1830.
En 1834, une nouvelle exploration de l'intérieur dirigée par deux autres gentlemen, James Killock et Robert Chilton, part de Fort Rupert. Après un parcours qui comprend 71 portages, ils atteignent le lac Nichicun et y fondent un poste. En 1835-1836, les représentants de la Compagnie ouvrent un avant-poste au lieu-dit Kaniapiskau, afin de relier ses établissements de la baie d'Hudson et de la baie d'Ungava. Il existe une certaine confusion sur la période d'ouverture du poste. Selon certaines sources, le poste ferme ses portes en 1844, ; pourtant, un document soumis par le gouverneur de la Compagnie de la Baie d'Hudson, Sir George Simpson, à un comité spécial de la Chambre des communes britannique en 1857 mentionne la présence d'un poste de Kaniapiskow, fréquenté en 1856 par 75 autochtones. La Commission de toponymie du Québec indique de son côté une date de fermeture, « vers 1870 ».
Le territoire de la Terre de Rupert est remis au Canada en 1870. Dʼabord rattaché au district de l'Ungava des Territoires du Nord-Ouest, la région tombe sous la juridiction du Québec en vertu de la « Loi de lʼextension des frontières de Québec » (sic) de 1912. La cession dʼun territoire méconnu et en grande partie inexploré suscite la curiosité de la Commission géologique du Canada, dont la politique consiste à sʼapproprier les nouveaux territoires par la connaissance. C'est à Robert Bell, puis à Albert Peter Low que lʼon confie la tâche de tracer un portrait de la situation.
Après deux campagnes dʼexploration en 1887 et 1888, où il remonte le tronçon inférieur de la Grande Rivière à partir de fort George, Low effectue plusieurs campagnes de lʼintérieur du territoire à partir du lac Saint-Jean. Sa campagne de 1892 le conduira à la rivière Eastmain, puis lʼannée suivante, il choisit de traverser la péninsule du sud au nord. Au prix de quelques difficultés, lʼexplorateur et son assistant, David Eaton, atteignent Nitchequon, où ils recrutent un guide naskapi, John Iseroff, afin de rejoindre la rivière Caniapiscau. Les explorateurs passent rapidement dans la région des lacs Caniapiscau et Delorme en août 1893, en chemin vers fort Chimo, par la rivière Caniapiscau.

### Développement hydroélectrique

Carte du Projet de la Baie-James.

La création du réservoir sʼinscrit dans le cadre du schéma dʼaménagement de la première phase du projet de la Baie-James, qui traverse le Québec au sud du 54e parallèle de latitude Nord sur une distance de plus de 700 km, des limites du Labrador à lʼest, jusqu'aux rivages de la baie James à lʼouest.
Le bassin supérieur de la rivière Caniapiscau a été brièvement considéré pour un détournement dans celui de la Manicouagan, dans le cadre du projet Manic-Outardes. En 1963 et 1965, deux études, réalisées par le bureau Boulva, Wermenlinger et associés, ont esquissé un avant-projet de détournement des bassins Hasté et Opiscoteo et du lac Dusterlo, tandis que lʼingénieur H. M. Finlayson, un ancien de la Shawinigan Water and Power Company entré au service dʼHydro-Québec lors de la nationalisation de 1963, soumettait un rapport sur le potentiel hydroélectrique du canyon Eaton, en aval du lac Caniapiscau.
Lʼidée dʼun détournement du cours supérieur de la Caniapiscau revient à lʼordre du jour au début de la décennie suivante. Le projet dʼun complexe hydroélectrique sur la Grande Rivière est présenté au gouvernement en 1971 par la firme dʼingénieurs Rousseau, Sauvé, Warren et prévoit la création de six réservoirs, dont trois dans la partie est du territoire, qui auraient été centrés sur les lacs Delorme, Caniapiscau et Puisseaux,. Le schéma de développement a toutefois connu certaines modifications dans les années qui suivent. Des études dʼoptimisation raffinent le concept développé par le secteur privé et Hydro-Québec opte, dans la version de 1974, pour lʼaménagement dʼun seul réservoir regroupant les lacs Delorme et Caniapiscau et un parcours des eaux par le détournement Laforge ; une configuration qu'on désigne officiellement Le complexe La Grande (1975) dans la Convention de la Baie-James et du Nord québécois,.
Le détournement du bassin supérieur de la rivière Caniapiscau en tête du complexe procure un apport moyen annuel de 790 m3/s aux centrales hydroélectriques construites en aval. Le rôle de cet aménagement, construit entre 1976 et 1983, est double : dʼune part il permet de rehausser le niveau dans le bassin supérieur de la rivière Caniapiscau afin qu'il sʼécoule en direction des centrales hydroélectriques construites à lʼouest, en plus de constituer une retenue de grande capacité afin de réguler les débits sur une base pluriannuelle.

## Ouvrages
Le réservoir de Caniapiscau est formé par un réseau de deux barrages et de 41 digues,. Le réseau de fermeture du réservoir est caractérisé par un grand nombre dʼouvrages, peu élevés, mais souvent très longs. Dʼune superficie maximale de 4 318 km2, le réservoir est la plus grande étendue dʼeau douce au Québec et est responsable de la majeure partie de la régularisation interannuelle du complexe La Grande, en fournissant un débit moyen annuel dʼenviron 790 m3/s. La capacité de stockage utile de lʼouvrage est de 39,6 km3 (ou 39,6 milliards de mètres cubes), ce qui représente un potentiel de production dʼélectricité de 48,8 TWh ou 28,7 millions de barils de pétrole. Le marnage du réservoir est de 12,9 m entre les niveaux 535,5  et   522,6 m.
Les ouvrages de retenue ont été construits dans cinq secteurs, aux périmètres nord et ouest du réservoir et sont désignés dʼaprès les noms des lacs voisins : Duplanter, Brion, Brisay, Male Otter et Legrand. Deux déversoirs ont été aménagés ; un au lac Brisay, qui est la soupape qui contrôle lʼalimentation du complexe hydroélectrique alors que le second, lʼévacuateur de crues Duplanter, permet de restituer les apports excédentaires vers la rivière Caniapiscau et le réseau hydrographique de la baie d'Ungava.
Les eaux relâchées du réservoir par lʼouvrage régulateur Brisay poursuivent leur route dans le détournement Caniapiscau-Laforge, en route vers les centrales de la Grande Rivière. Elles sont turbinées trois fois de plus depuis la mise en service de la centrale Brisay et de deux autres centrales à lʼentrée et à la sortie du bassin versant de la rivière Laforge, les centrales Laforge-2 et Laforge-1.

### Barrages et digues

#### Secteur Duplanter-Brion

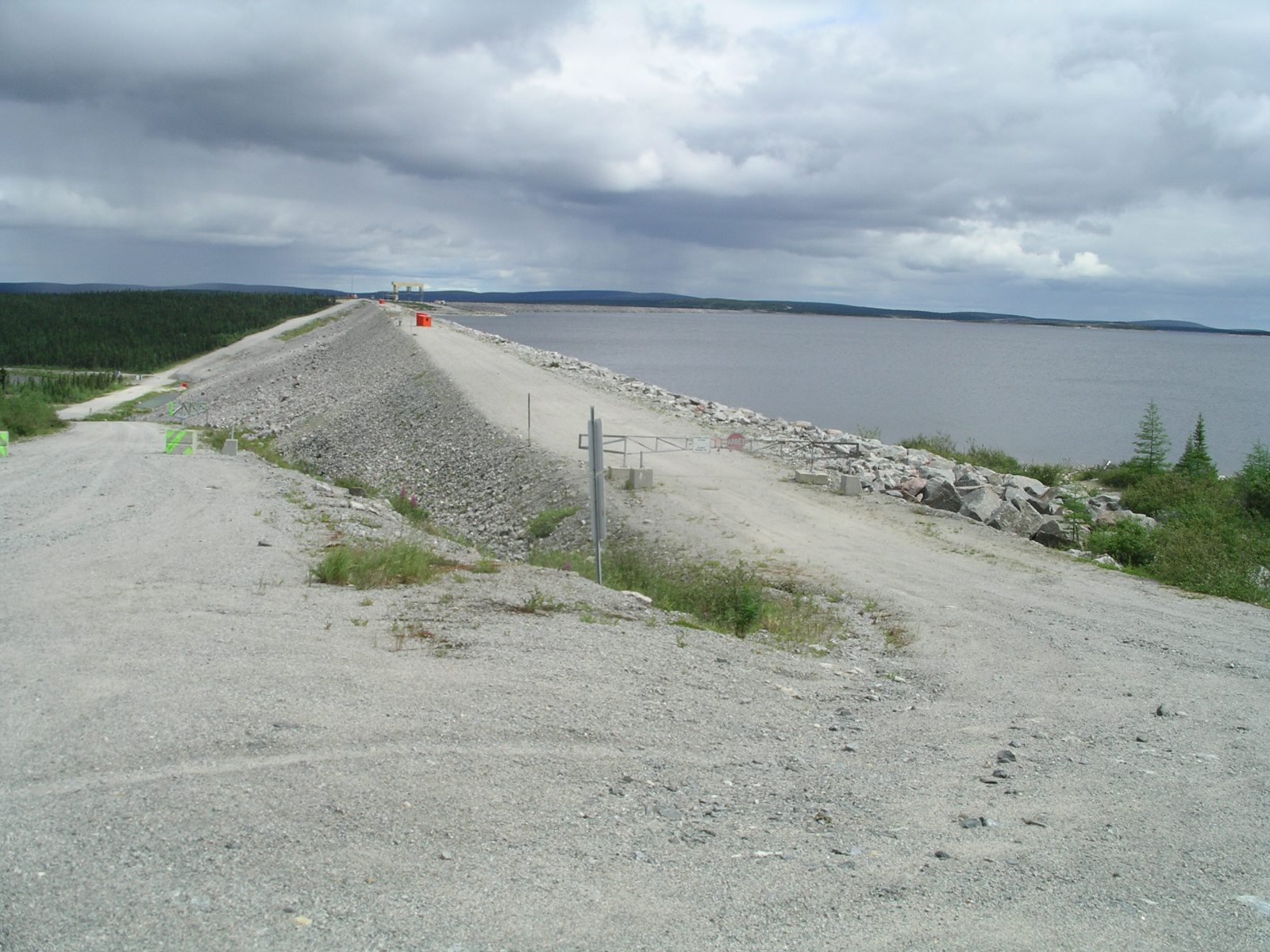
Le barrage KA-5.

Le relief du pourtour du réservoir est en général plus élevé au sud qu'au nord ce qui explique pourquoi les ouvrages situés au sud sont moins imposants que ceux situés près du point de fermeture. Les principaux ouvrages de retenue ont été aménagés dans la région du lac Duplanter. Les barrages KA-3 et KA-5 ferment les bras Est et Ouest de la rivière Caniapiscau à la hauteur de lʼîle Duplanter. Avec les digues KA-1, KA-2, KA-4 et KA-6, ces ouvrages représentent 80 % des 27 millions de mètres cubes de remblais qui ont été nécessaires à lʼaménagement de la retenue.
Long de 3 300 m et haut de 54 m, le barrage KA-3 est le plus important ouvrage de retenue du réservoir. Constitué dʼun volume total de 11 654 000 m3 de remblais, ce barrage en enrochement est fondé sur le roc, y compris sous les zones extérieures de recharge. Juste à lʼouest, le barrage KA-5 est courbé, pour épouser la topographie du site. Il est fondé partiellement sur le mort-terrain morainique et sous le roc. Ses dimensions sont légèrement inférieures à celles de lʼautre barrage : haut de 47 m et long de 2 123 m, il renferme un volume de 5 620 000 m3.
Un second groupe de digues, identifié KA-7 à KA-13, est situé à environ 27 km à lʼouest du site Duplanter, dans le secteur du lac Brion. Ces digues de dimensions modestes n'ont requis que 2,6 millions de mètres cubes de remblais et servent à prévenir les fuites dans le bassin de la Grande rivière de la Baleine.

#### Secteur Brisay-Male Otter-Legrand

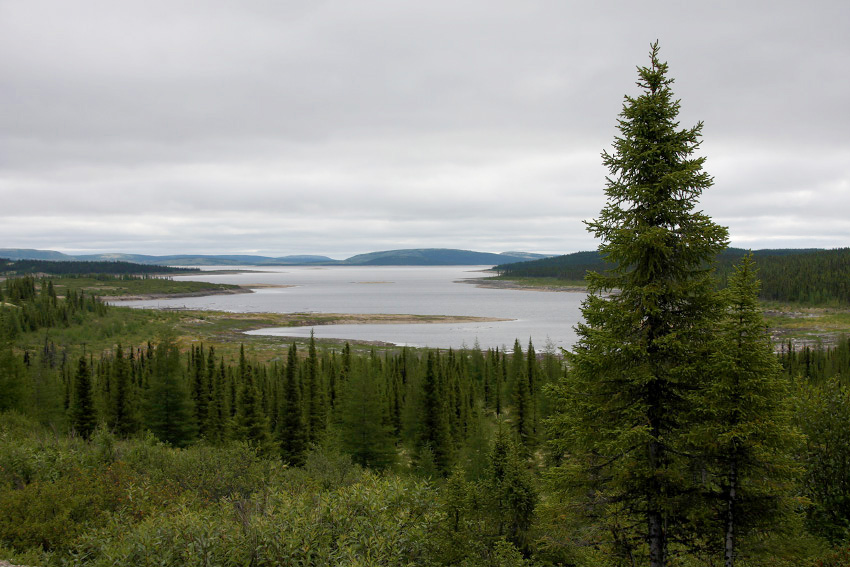
Les berges du réservoir, dans le secteur du lac Brisay.

La fermeture du réservoir dans les secteurs des lacs Brisay, Male Otter et Legrand, à lʼouest du réservoir, est réalisée par une série de 28 digues réparties sur un périmètre de 100 km. La plus élevée de ces digues, nommée KB-21, atteint seulement 24 m,. Ces digues, qui ont été construites entre 1979 et 1981, renferment un total de 2,436 millions de mètres cubes de remblais. Il s'agit généralement d'ouvrages en enrochement ou homogènes fondés sur du roc ou des dépôts de moraine.
Deux groupes de digues ont été construits dans le secteur du lac Brisay. Les ouvrages KB-14 à KB-18 sont orientés selon un axe est-ouest et empêchent les déversements dans le bassin versant de la Grande rivière de la Baleine. Le second groupe, de KB-19 à KB-22, orientés nord-sud, ferment lʼextrémité ouest du lac, formant une démarcation avec le bassin de la Grande Rivière. Ces groupes de digues renferment 1,8 million de mètres cubes de remblais.
Au sud du réservoir, deux autres zones ont fait lʼobjet dʼune attention particulière, nécessitant la construction de 11 digues qui ont été érigées avec 800 000 m3 de remblais. Une première série de digues (de KC-23A à KC-25) ferme les deux exutoires du lac Icebound et force lʼécoulement de ce lac vers le bassin de la Grande Rivière. Avant les travaux dʼaménagement, le lac Icebound se drainait naturellement dans le lac Male Otter à la cote 531,8 m, soit 3,7 m de moins que le niveau dʼexploitation maximal du réservoir.
Une deuxième série dʼouvrages mineurs démarque le réservoir et empêche les transferts inter-bassins à la hauteur du lac Legrand, à une soixantaine de kilomètres au sud du camp Brisay. Profitant de la présence dʼeskers à proximité, quelques ouvrages de ce secteur, les digues KC-28A à KC-30, ainsi que la KB-22 plus au nord, sont construites en type zoné avec épaulements en matériau granulaire. La digue KC-25, haute de 15 m, a fait lʼobjet dʼune conception particulière. Elle a été fondée directement sur un esker et comporte un tapis imperméable vers lʼamont et vers lʼaval. Cette digue peu conventionnelle comporte des bermes et des drains de pied « permettant une longueur dʼécoulement supérieure à 20 fois la charge dʼeau et un drainage de pied adéquat ».

### Ouvrage régulateur Brisay

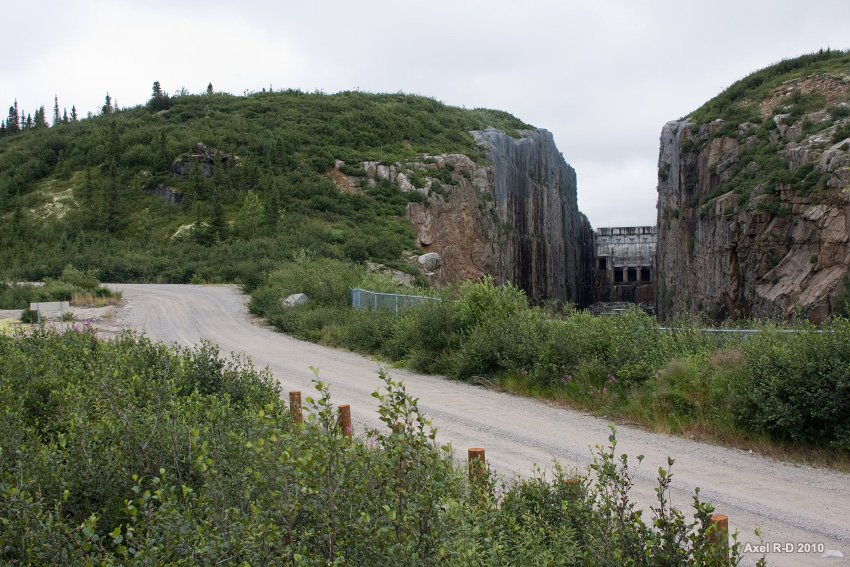
Lʼouvrage régulateur Brisay, à la droite, est composé d'un couloir creusé dans le roc, couloir au bout duquel se trouve un ouvrage en béton qui régule l'écoulement de l'eau depuis le réservoir de Caniapiscau.

La régulation des débits vers lʼaval est assurée par un ouvrage régulateur construit entre 1979 et 1982 sur la rive nord du lac Brisay, entre les digues KB-17 et KB-18,. Situé à la tête du détournement Caniapiscau à environ 300 km à lʼest de la centrale La Grande-4, cette installation revêt une importance capitale pour lʼensemble du complexe hydroélectrique, puisqu'elle permet de transférer un débit maximum de 1 130 m3/s vers le bassin Fontanges et les centrales en aval.
Des études technico-économiques ont fixé des limites aux débits maximaux qui peuvent être soutirés en hiver par lʼouvrage régulateur Brisay :
| Niveau du réservoir (m) | Débit maximal (m3/s) |
| ----------------------- | -------------------- |
| 535,5                   | 1 130                |
| 526,2                   | 1 130                |
| 525,5                   | 1 040                |
| 522,6                   | 650                  |

Compte tenu de lʼéloignement, de la rigueur du climat et du fonctionnement continuel, les concepteurs ont mis en place une solution robuste et dʼentretien facile. La conception hydraulique limite la vitesse dʼécoulement à 18 m/s pour réduire lʼérosion des surfaces bétonnées ; lʼouvrage est chauffé pour assurer le fonctionnement des équipements par temps très froid ; les équipements et pertuis sont faciles dʼaccès et les niveaux dʼeau en aval sont inférieurs au seuil des vannes.
Une mini-centrale électrique temporaire de 2 000 kW a été aménagée dans une caverne attenante à la prise dʼeau numéro 2 de la future centrale. Démantelée lors de la mise en service de la centrale permanente, elle comportait deux groupes, dotés chacun dʼune turbine Kaplan, dʼune vanne papillon, dʼun alternateur de 1 305 kW et dʼun frein à courant de Foucault refroidi à eau, qui absorbait la puissance excédentaire des groupes jusqu'à concurrence de 1 000 kW.
La hauteur de chute disponible sur le site, qui varie de 28  à   43 m selon le niveau du réservoir, ouvrait la possibilité de construire une centrale. La prise dʼeau et les premiers 100 m de la galerie dʼamenée souterraine ont été construites au même moment que lʼouvrage régulateur.
La centrale hydroélectrique, dʼune puissance de 469 MW, a été aménagée à cet endroit entre 1989 et 1993. Le calendrier de construction de la centrale a été devancé afin de répondre aux besoins énergétiques dʼHydro-Québec. La production annuelle moyenne de lʼaménagement est estimée à 2,3 térawatts-heures. La construction dʼune centrale permanente a modifié la fonction de lʼouvrage régulateur, qui ne sert plus maintenant que dʼévacuateur de crues depuis la mise en service des deux groupes turbo-alternateurs.

### Évacuateur de crues Duplanter

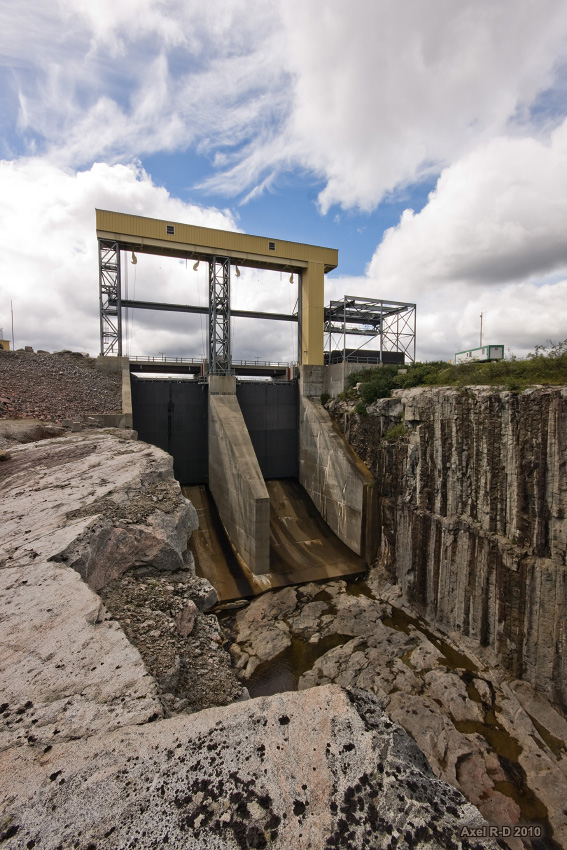
Lʼévacuateur de crues Duplanter a une capacité maximale de 3340 m3/s.

Situé sous lʼappui Ouest du barrage KA-3, sur lʼîle Duplanter, lʼévacuateur de crues Duplanter sert à la régularisation des débits du réservoir. Il a une capacité maximale de 3 340 m3/s au niveau dʼexploitation maximal. Il est utilisé sporadiquement pour restituer les crues vers le cours inférieur de la rivière Caniapiscau, qui coule vers le nord.
Les canaux dʼamenée et de fuite de lʼévacuateur sont superposés à la galerie de dérivation provisoire. Cette particularité sʼexplique par le fait que la dérivation provisoire n'a été utilisée que pour une seule crue printanière durant la construction. Le canal dʼamenée est composé de deux parties : une partie basse à forte courbure, qui sert surtout à lʼalimentation de la galerie, et une partie haute, consistant en un palier horizontal excavé à la cote 513 m, qui sert dʼapproche à lʼévacuateur. Le palier a été élargi sur le côté gauche afin de permettre lʼaccès à lʼévacuateur et au portique des vannes pendant la construction.
Lʼouvrage est une structure de type gravité et son coursier présente un profil Creager à face amont inclinée. Son sommet est situé à la cote 538,9 m, comme le barrage voisin, alors que le sommet du seuil déversant est à la cote 518,77 m. Deux passes de 12,2 m de largeur sont séparées par un pilier de 4,25 m, qui se réduit à 1,8 m à lʼextrémité aval.
Contrairement aux autres ouvrages du complexe, les équipements de lʼévacuateur de crues Duplanter ne sont pas alimentés en électricité en permanence. Les manœuvres dʼouverture et de fermeture des vannes étant des mesures exceptionnelles, un groupe électrogène portatif de 90 kW est transporté sur place par hélicoptère lorsque nécessaire. Le mécanisme de déglaçage de la vanne met à profit les gaz d'échappement de la turbine. Les gaz sont dʼabord mélangés à lʼair ambiant pour en régler la température, avant dʼêtre injectés dans la vanne par une conduite de 60 cm de diamètre. Lʼair chaud est distribué par un système de gaines le long des deux sommiers latéraux dans le bas de la vanne et est évacué par des ouvertures dans les sommiers. Un test mené en avril 1983 a permis de déterminer que le dégagement dʼune vanne recouverte de 2,5 m de glace prenait environ 24 heures.
L'ouverture des vannes de l'évacuateur de crues est un événement exceptionnel. En juillet 2018, Hydro-Québec a débuté un déversement de 750 m3/s afin de réduire les niveaux du réservoir en vue de la crue automnale. Au moment de l'ouverture des vannes, la société d'État indiquait que le niveau de remplissage du réservoir se situait à 86 %. Le déversement pourrait se poursuivre jusqu'à la fin août.

## Construction

### Logistique
Situés à plus de 1 000 km à vol dʼoiseau de Montréal et inaccessibles par la route jusqu'à lʼinauguration de la route Transtaïga, les chantiers du réservoir de Caniapiscau ont posé dʼimportants défis de nature logistique aux constructeurs.
Les travaux ont nécessité la construction dʼinfrastructures temporaires afin d’approvisionner le chantier en matériaux, carburant et biens de première nécessité, dʼoffrir le gîte et le couvert à plus de 2 500 travailleurs au moment où les travaux battaient leur plein et de communiquer avec lʼextérieur.

#### Pont aérien
Les activités du chantier du réservoir de Caniapiscau ont largement été tributaires dʼun pont aérien pour lʼapprovisionner avant lʼouverture de la route permanente, en novembre 1979. La SEBJ avait acquis en 1973 un appareil L-100-20, version civile du Lockheed C-130 Hercules. Lʼappareil, ainsi que deux autres avions du même type nolisés par la SEBJ, a permis de maintenir un flot ininterrompu de matériaux, dʼéquipements, de carburant et de biens de première nécessité. Le Hercules de la SEBJ, nommé Énergie, a volé pendant 11 900 heures entre 1973 et 1979. Il peut transporter une charge utile de 23 tonnes. La soute de 121 m3 pouvait également accueillir une citerne de carburant amovible dʼune capacité de 25 000 litres.
Avant la construction dʼune première piste en dur, les appareils de transport atterrissaient sur des lacs gelés, un scénario imaginé quelques années plus tôt par Fernand « Frank » Henley, embauché en 1972 pour diriger le service aérien de la SEBJ durant la construction du complexe La Grande. La construction dʼune piste de glace consiste dʼabord à faire atterrir un DC-3 sur skis qui transporte lʼéquipement nécessaire : une souffleuse à neige montée sur un petit tracteur de ferme, quelques pompes, un radiophare et une petite équipe dʼouvriers. La souffleuse déneige dʼabord une bande de 1 520 m par 46 m. Cette bande est ensuite arrosée pendant quelques semaines jusqu'à ce que la glace atteigne une épaisseur de 140 cm, afin de la rendre assez solide pour accueillir lʼavion-cargo lourdement chargé.
La desserte aérienne des chantiers constituant une priorité, lʼune des premières infrastructures construites au réservoir de Caniapiscau est un aéroport, qui a été désaffecté à la fin du projet en 1984. Il était situé à Duplanter, à 509 m dʼaltitude, et comprenait une piste de gravier de 1 680 m, une aérogare modulaire, un entrepôt, un garage et les services publics. Lʼaéroport était équipé dʼune tour de contrôle ainsi que de plusieurs systèmes de sécurité aérienne : système dʼatterrissage aux instruments (ILS), système dʼévaluation de la distance entre les appareils (DME) et radiophares dʼune portée de 120 km.
Lʼexpansion du chantier augmente la pression sur le pont aérien. Afin de maintenir des stocks suffisants, le C-130 Hercules de la SEBJ doit parfois voler 24 heures sur 24 entre Schefferville et Caniapiscau, un vol aller-retour de 110 minutes, qui est répété de 10 à 12 fois dans une journée. Par exemple, lʼappareil a acheminé 138 chargements de 25 000 l de carburant, 13 de nourriture et 54 de marchandises diverses en avril 1977. Au plus fort des activités de construction, la SEBJ a nolisé deux autres C-130 Hercules auprès de Pacific Western Airlines et des Forces armées canadiennes.
Avec les vols réguliers de lʼ« oiseau bleu », les Convair 580 du service aérien de la SEBJ qui transportent les travailleurs jusqu'aux sites des travaux, les hélicoptères et les plus petits appareils qui se rendent dans les camps satellites, lʼaéroport du chantier de Caniapiscau devient lʼun des plus achalandés au Québec, et prend pendant l'été 1979 le troisième rang en termes de volume de fret, après ceux de Montréal et de Québec. Lʼimportance du lien aérien pour le transport du fret a chuté après lʼouverture de la route permanente, mais les travailleurs ont continué à accéder aux chantiers par avion, une pratique maintenue jusqu'à la mise en service des installations.

#### Route de glace
Au cours des hivers 1977, 1978 et 1979, les chantiers ont reçu du carburant, des vivres, de lʼéquipement et des matériaux de construction par une route de glace de 368 km, reliant le chantier de La Grande-4 (LG-4) au site de lʼévacuateur de crues Duplanter. Bien qu'elle ne fût ouverte que pendant 70 ou 80 jours par an, lʼaménagement de cette route de glace a été essentiel à la bonne marche des travaux. La route permettait entre autres dʼacheminer aux chantiers la machinerie lourde et les bâtiments préfabriqués trop volumineux pour être transportés par le pont aérien de la SEBJ.
La durée du trajet sur cette route était très variable et largement tributaire des conditions climatiques. Dans le meilleur des cas, le trajet pouvait prendre une douzaine dʼheures, alors que certains chargements pouvaient nécessiter jusqu'à quatre jours pour rallier leur destination, pendant une forte tempête. À la mi-mars 1979, 85 semi-remorques sont bloquées pendant une dizaine de jours à LG-4 en raison dʼun redoux qui force la fermeture de la route de glace. Un refroidissement des températures permet finalement au convoi de prendre la route, le 30 mars. Il ralliera sa destination trois jours plus tard, après avoir été ravitaillé en vivres à deux reprises, par un avion Twin Otter et des motoneiges.
La situation de lʼapprovisionnement des chantiers a changé radicalement avec le prolongement de la route Transtaïga entre LG-4 et Duplanter. Ouverte à la circulation le 20 novembre 1979, la nouvelle route a simplifié la logistique des chantiers en plus de réduire considérablement les coûts de transport. La route sinueuse est cependant étroite et la conduite reste difficile pour les routiers qui lʼempruntent. La limite de vitesse est fixée à 56 km/h.

### Travaux
Trois entrepreneurs se sont partagé les principaux lots de construction : Construction Saint-Laurent pour les digues KA-1 à KA-3, lʼexcavation de la galerie de dérivation, de lʼévacuateur de crues et le bétonnage du portail dʼentrée ; Beaver-Grove-Miron pour les digues KA-4 à KA-13 et le barrage KA-5 ; Francon pour les digues KB-14 à KC-30. Les travaux de construction débutent à lʼété 1976 avec lʼaménagement dʼun campement provisoire, la construction dʼun pont temporaire sur la rivière Caniapiscau et le percement de la dérivation provisoire. Ils se poursuivent jusqu'à lʼhiver 1982 sur les sites Duplanter et Brisay-Legrand, sauf pour la construction de la mini-centrale temporaire à Brisay, qui est réalisée en 1983.

Coupe du barrage KA-3, à Duplanter.

Un seul conflit de travail a ralenti la bonne marche du chantier. La grève de six semaines des employés du traiteur de la SEBJ en août et septembre 1980 a forcé la démobilisation dʼune partie du personnel des entrepreneurs.
Lʼensemble des travaux de construction des digues et barrages ont été réalisés selon des procédés classiques, bien que des techniques particulières aient été utilisées à certains endroits. Ainsi, les fondations ont dʼabord été traitées avec du béton de remplissage afin de corriger le relief accidenté du socle rocheux. Les taux moyens de mise en place des remblais étaient plus faibles dans le secteur Brisay-Legrand, puisque la progression de ces nombreux ouvrages de faible hauteur était principalement régie par lʼavancement du traitement des fondations.

#### Matériaux
Lʼérection des digues et barrages a été facilitée par lʼabondante matière première située à proximité. À lʼexception de la région de Duplanter où le sable et le gravier ont manqué, les matériaux ont été prélevés dans un rayon de 10 km des chantiers. Les ouvrages fermant le réservoir ont requis 4,92 millions de mètres cubes de moraine, prélevée dans des bancs dʼemprunt situés à des distances variant de 3,4  à   7,1 km ; les 16,67 millions de mètres cubes dʼenrochements ont été extraits dans des carrières éloignées de 1,5  à   5,6 km alors que les 4,90 millions de mètres cubes de matériaux granulaires provenaient parfois de sites situés à 39, voire à 45 km.
Compte tenu des niveaux dʼhumidité élevés de la moraine des bancs dʼemprunt dans le secteur Duplanter et des conditions météorologiques, la SEBJ a mis à la disposition des deux entrepreneurs une usine de séchage de la moraine afin de prolonger les périodes de mise en place des remblais. Entre 11 et 15 % des 4,6 millions de tonnes utilisées à Duplanter viennent des usines de séchage. Le four rotatif pouvait traiter 900 m3 par période de 10 heures et réduisait la teneur en eau de la moraine destinée au barrage KA-3 de 11,1 à 7,6 % au prix dʼune consommation de mazout dʼenviron 17 litres par mètre cube traité.

#### Batardeaux
Lʼeau est dʼabord dérivée par le bras Ouest de la rivière Caniapiscau, le temps de construire une série de trois batardeaux (KA-3A, 3B et 3C), qui isolent la zone de lʼîle Duplanter. La construction des batardeaux de la première étape a été réalisée avec du matériel relativement léger, compte tenu des impératifs logistiques en place avant la construction de la première route dʼhiver, les engins les plus courants étant le bouteur Caterpillar D8 et le Caterpillar 773, un tombereau dʼune capacité de 45 tonnes. Les tombereaux déversent dʼabord une couche dʼenrochement de 1,5 m jusqu'à 1 m au-dessus du niveau de lʼeau. Le remblai est ensuite déposé par couches successives de 90 cm et compacté par un rouleau compresseur de 9 tonnes.
Après une préparation de la pente, une membrane géotextile est placée entre le remblai dʼenrochement et la moraine, formant une couche étanche. La membrane géotextile — un aggloméré de fibres en polyester non tissé de 3,5 mm dʼépaisseur et de 500 g/m2 de masse surfacique — est ancrée au sommet, puis déroulée le long de la pente jusqu'au pied du talus. La membrane était placée sous lʼeau avec une dragline ou une grue équipée dʼune barre dʼacier fixée à lʼhorizontale.
Lʼétape suivante consiste à fermer simultanément le bras Ouest de la rivière avec un batardeau devant la face amont du barrage KA-5 tout en créant une brèche dans le batardeau KA-3B. Les deux opérations permettent à lʼeau de se rendre jusqu'à la galerie de dérivation.
Le batardeau de deuxième phase servant à couper le bras Ouest de la rivière et à rediriger les flots vers la dérivation provisoire a été effectuée à lʼavancement avec des enrochements dʼun diamètre maximal de 1,8 m. La coupure a été faite le 27 juin 1980 contre un débit de 1 800 m3/s.

#### Excavation

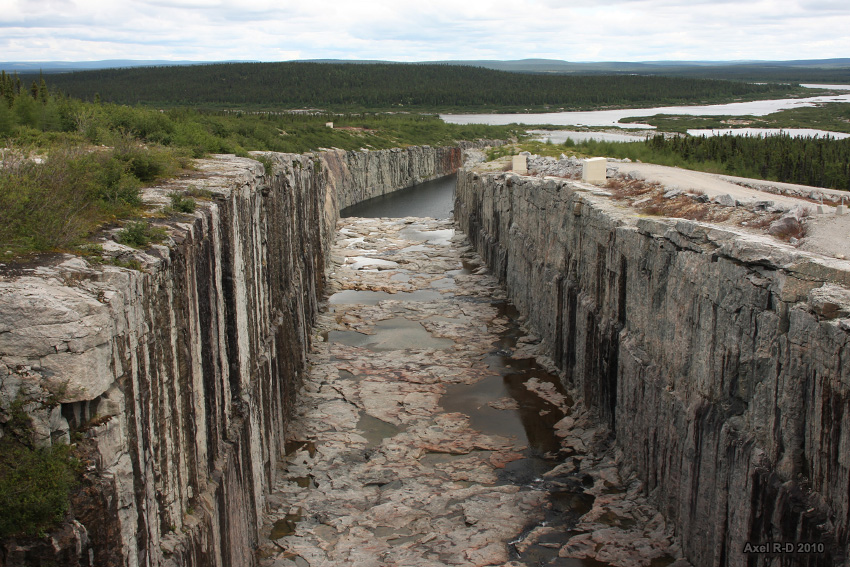
Le canal de fuite de lʼévacuateur de crues Duplanter.

La galerie de dérivation a été creusée en deux phases. La partie supérieure a été enlevée sur une hauteur de 8,2 m par percée frontale. Après la percée initiale, les travaux ont progressé au rythme de 7 m par jour avec deux quarts de travail. La partie inférieure a été excavée par banquettes de 7 m de hauteur par 15,2 m de largeur, à raison de 18 m par jour.
Les facteurs de poudre des sautages sont de lʼordre de 1,26 kg/m3 pour la partie inférieure de la galerie de dérivation et de 1,07 kg/m3 pour le canal dʼamenée, la galerie de fuite et lʼévacuateur de crues. Ces travaux ont été terminés en octobre 1977. La galerie a été consolidée avec différents types dʼancrages et la pose de treillis métalliques.
Lʼexcavation de roc à ciel ouvert du canal dʼamenée, du canal de fuite et de lʼévacuateur de crues a été effectuée entre février et décembre 1977. Lʼentrepreneur a procédé par paliers de 11,3 m pour retirer 1 022 400 m3 de déblais. Cinq paliers ont été excavés pour le canal dʼamenée, deux paliers dans lʼévacuateur de crues et quatre paliers dans le canal de fuite. Les parois ont ensuite été consolidées avec des boulons injectés et non injectés et par des treillis métalliques.

#### Bétonnage
Après avoir consolidé les parois, le bétonnage du portail a été réalisé pendant lʼété 1978. La mise en place des 5 260 m3 de béton a duré 14 semaines. Le bétonnage des structures de lʼévacuateur de crues et lʼinstallation des pièces encastrées ont été réalisés entre mars et décembre 1980. Les travaux ont requis la mise en place de 10 200 m3 de béton, 590 tonnes dʼacier dʼarmature et 105 tonnes de pièces encastrées.
Les constructeurs ont rencontré certaines difficultés en raison de la pénétration du gel dans le roc sur une profondeur de 5,6 m, malgré lʼétendage dʼune épaisse couche de neige sur la structure au début de lʼhiver précédent. Le problème a été résolu en réchauffant le roc par des injections de vapeur dans les trous et lʼajout de colle de résine époxyde à prise rapide sur 1,2 m de hauteur avant lʼinstallation des tiges dʼancrage. Les travaux de finition de la surface du coursier ont été effectués à la main avec une règle à araser.
À Brisay, la première coulée a eu lieu avec deux mois de retard sur lʼéchéancier en raison de la grève des employés du traiteur de la SEBJ et de délais dans la mise en route de lʼusine à béton. Afin de rattraper le temps perdu, lʼentrepreneur a construit un abri chauffé autour de la structure pour travailler en hiver. La première phase des travaux sʼest déroulée du 26 octobre 1980 au 25 octobre 1981 et représente la mise en place de 16 700 m3 de béton. Les pièces encastrées ont été placées entre juillet et novembre 1981.
La technique utilisée pour les coffrages plats consistait à réutiliser des panneaux de contreplaqué de 3⁄4 de pouce (19 mm), qui étaient remontés pour servir sur toute la hauteur. Cette technique provoque toutefois lʼusure rapide du revêtement et laisse des empreintes sur les surfaces de béton. Ces imperfections ont requis une « quantité appréciable » de réparations, qui ont été réalisées en janvier et février 1982. Les surfaces courbes ont été coffrées avec des éléments préfabriqués à Montréal. Leur surface plus étendue a requis moins de réparations que pour les coffrages plats.
Au total, la construction de lʼouvrage régulateur a nécessité la mise en place de 17 500 m3 de béton, de 1 320 tonnes dʼacier dʼarmature et de 255 tonnes de pièces encastrées.

### Conditions de vie au chantier
Contrairement à dʼautres chantiers éloignés, où chaque entrepreneur est responsable des conditions de vie de ses employés, la SEBJ gère lʼensemble des camps destinés au personnel affecté à la construction du complexe La Grande afin de garantir des conditions de vie similaires à tout le personnel en plus de réduire les dédoublements.
Le campement principal du chantier du réservoir est établi à proximité du lac Pau, près du site de lʼévacuateur de crues Duplanter. Conçu pour recevoir 1 770 travailleurs à la pointe des travaux en 1979, il est composé dʼune série de bâtiments préfabriqués. Chaque baraque comprend 12 chambres pour deux personnes de 3,7 × 4 m et une aire centrale regroupant des salles de toilette, une salle de lavage et une unité de chauffage au mazout. Le chantier est alimenté en électricité par cinq groupes électrogènes diesel dʼune puissance de 800 kW chacun. À compter de 1979, des campements satellites sont ouverts sur dʼautres sites : Brisay (1979-1984), Le Grand (1980-1981) et Chaumont (1981-1982).
Les travailleurs sont nourris à la cafétéria qui offre deux repas par jour, le matin et le soir. Avant de partir au travail, les ouvriers emportent un repas qu'ils composent eux-mêmes et qui est consommé à la mi-temps du quart de travail. Ce repas froid est accompagné de soupe chaude servie sur le lieu de travail. Les trois repas sont servis à la cafétéria les dimanches et jours fériés.
Les campements proposent aussi différents services aux travailleurs, dont un magasin général, une banque, un bureau de poste, une buanderie, un salon de coiffure et des services de communication. Les prix des marchandises vendues aux travailleurs dans les commerces du chantier sont subventionnés par la SEBJ et sont égaux à ceux pratiqués dans les commerces de Montréal. Des activités sportives et de plein air sont organisées à lʼintention des employés et les principaux campements disposent dʼun centre sportif et communautaire et de terrains de sports extérieurs.
Contrairement aux ouvriers, qui devaient laisser leur famille « dans le sud », les employés-cadres avaient la possibilité de déménager avec leur famille dans un village aménagé un peu en retrait du campement principal. Dʼune capacité de 200 familles, le village de Caniapiscau offrait un niveau de confort supérieur et des services adaptés, tels un marché dʼalimentation et une école publique, qui a accueilli jusqu'à 100 élèves, de la maternelle au 5e secondaire.
La SEBJ justifie ce traitement particulier par le fait que les gestionnaires sont appelés à résider sur le chantier pendant des périodes allant jusqu'à des années, contrairement aux ouvriers qui accomplissent des tâches de nature saisonnière ou cyclique.

### Coûts
Selon les chiffres de la SEBJ rendus publics en 1987, le coût de réalisation du réservoir de Caniapiscau, incluant le détournement Caniapiscau-Laforge, sʼest élevé à 1 569 millions $ CA, dont une somme de 252 millions $ CA dʼintérêts courus durant la construction. Ce montant représente 14,9 % des coûts de réalisation de la première phase du complexe La Grande, excluant la construction des lignes de transport électriques, un projet géré directement par Hydro-Québec.
La majorité des coûts de construction et de fabrication (704 millions $ CA) ont été consacrés à des travaux de génie civil, principalement pour lʼérection des digues et barrages. Les infrastructures ont constitué le deuxième poste budgétaire du projet, avec un total de 311 millions $ CA, dont 150 millions $ CA pour les coûts de logement et 49 millions $ CA pour lʼaménagement des habitations temporaires.
Les frais de gérance et dʼingénierie se sont élevés respectivement à 157  et   19 millions $ CA. Trois entrepreneurs ont obtenu les principaux lots de construction : Construction Saint-Laurent (230,7 millions $ CA, novembre 1976) et Beaver-Grove-Miron (181,7 millions $ CA, octobre 1977) se partageant le chantier dans les régions Duplanter et du lac Brion alors que Francon (94,6 millions $ CA, août 1979) a obtenu le contrat des digues dans les secteurs de lʼouest. Le coût unitaire moyen, par mètre cube, des digues et barrages sʼest élevé à 11,80 $ CA pour une quantité de 34 360 000 m3.

## Impacts environnementaux

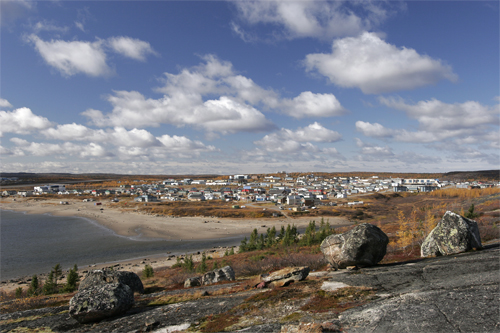
Le village de Kuujjuaq.

La construction de la première phase du complexe La Grande coïncide avec une plus grande prise en compte des impacts environnementaux dans les pays occidentaux. Cette préoccupation environnementale sʼexprime dans une opinion publique plus exigeante ainsi que par lʼadoption de lois environnementales comme le National Environmental Policy Act aux États-Unis et la Loi sur la qualité de lʼenvironnement au Québec. Cette évolution force Hydro-Québec à entreprendre une série dʼétudes scientifiques pour dʼabord faire lʼinventaire des milieux naturels et surveiller leur évolution. À compter de 1971, plus de 200 scientifiques de toutes les disciplines prennent part à un groupe dʼétude fédéral-provincial qui mène une campagne de recherche dont est issue la première génération québécoise dʼexperts en environnement.
Gagnon et Gingras (1999) expliquent que les pressions des environnementalistes embarrassent le gouvernement Bourassa. Le gouvernement du Québec a engagé des millions de dollars pour réaliser des études biophysiques et des études dʼimpact et entame des discussions avec Environnement Canada afin de mener des études qui serviront à « justifier après coup une décision déjà prise et en voie dʼexécution ». Les scientifiques trouvent leur compte dans cette décision, qui leur fournit une occasion inespérée de créer un « laboratoire écologique à lʼéchelle dʼun pays ».
Entre 1972 et 2000, Hydro-Québec et ses partenaires ont rédigé 8 000 rapports, publié des centaines dʼarticles scientifiques et créé plusieurs bases de données qui recueillent des données sur les milieux naturels et humains sous toutes ses facettes. Forts de leur expertise, les gestionnaires et spécialistes de lʼenvironnement dʼHydro-Québec communiquent leurs recherches en participant activement à des panels internationaux.
En parallèle, les négociations avec les Cris et Inuits obligent les promoteurs du projet de la Baie-James à accepter des mesures de surveillance qui seront mises en place à compter de 1978. Plus spécifiquement, la création du réservoir et la réduction de débit en aval ont fait lʼobjet dʼun programme de suivi, conformément aux dispositions des articles 8.9, 8.10 et 8.11 de la Convention de la Baie-James et du Nord québécois,.
Deux organismes, la Société des travaux de correction du complexe La Grande (SOTRAC) et le Groupe d’étude conjoint Caniapiscau-Koksoak (GECCK) ont été créés. La SOTRAC avait pour mandat de planifier et exécuter des travaux correcteurs pour limiter les conséquences négatives des aménagements sur les activités traditionnelles des communautés cries. Le GECCK avait plutôt pour objet dʼétudier les conséquences de la réduction des débits de la rivière Caniapiscau en aval du réservoir sur la population de salmonidés du bassin de la rivière Koksoak, une importante source alimentaire pour la population inuite de Kuujjuaq.

### Marnage et déboisement des berges
Constituées principalement de moraines et de rocs, les berges et la zone de marnage du réservoir sont demeurées stables après la mise en eau. Le délavage par les vagues des particules fines ne laisse sur les berges que les matériaux grossiers, formant un genre de perré qui résiste à lʼaction des vagues.
Le périmètre du réservoir n'a pas été déboisé avant la mise en eau. Les concepteurs ont plutôt choisi de sʼen remettre à lʼaction de la glace puisqu'en hiver, lʼeau gelée se soude aux troncs, provoquant la rupture des arbres lors de lʼabaissement du plan dʼeau. Selon la SEBJ, 2 570 000 m3 de débris ligneux étaient susceptibles de flotter dans le réservoir. Ce chiffre ne comprend pas le bois au fond du réservoir en raison de sa densité élevée. Compte tenu du coût élevé de la récupération et du brûlage, seulement 33 000 m3 de débris ont été récupérés et éliminés.

### Réduction du débit en aval

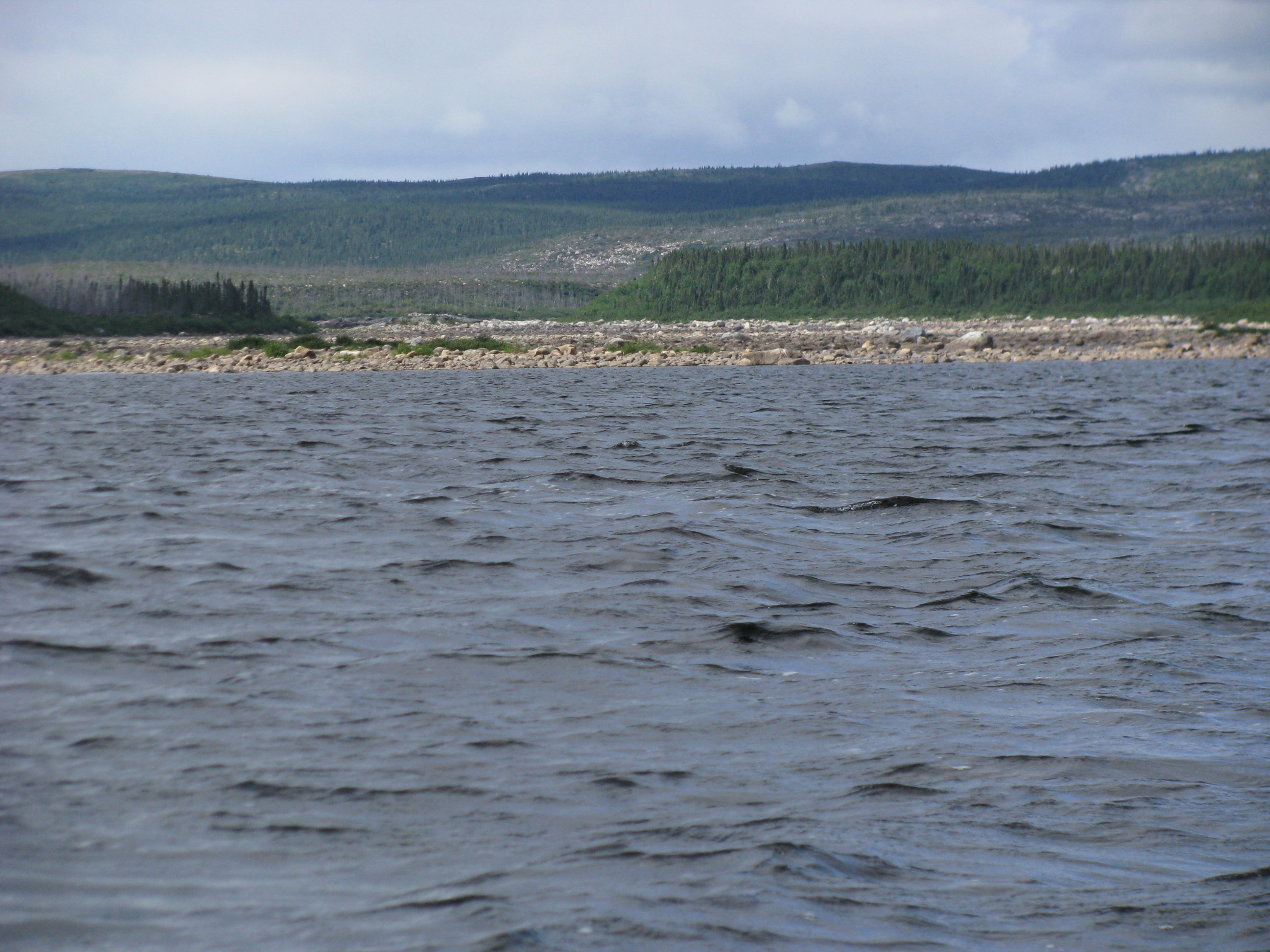
Exondation des berges de la rivière Caniapiscau à la hauteur de la gorge dʼen Bas, en amont du canyon Eaton.

Les travaux de fermeture du réservoir ont eu un impact substantiel sur la rivière Caniapiscau et la rivière Koksoak en aval, avec des réductions des débits moyens à lʼembouchure de 48 % et 35 % respectivement. Ces modifications des caractéristiques hydrologiques ont provoqué une baisse des niveaux dʼeau, une réduction des habitats aquatiques, une diminution de lʼampleur des variations saisonnières et interannuelles du niveau des eaux ainsi qu'une augmentation du temps de renouvellement.
Sur environ 150 km en aval du point de coupure, « la rivière Caniapiscau n'est plus qu'un petit cours dʼeau sʼécoulant au milieu des affleurements rocheux et des matériaux grossiers qui composent le fond de la rivière », indique la SEBJ dans le bilan environnemental de la première phase, publié en 1987. Cette réduction représente « une perte considérable dʼhabitats » pour les poissons.
Les effets de la réduction de débit sont plus limités sur les 300 km suivants puisque la rivière reçoit les apports de plusieurs tributaires importants. Des seuils naturels limitent aussi les abaissements et les exondations. En raison de la nature du terrain, les berges sont peu soumises à lʼérosion, à lʼexception du secteur du lac Cambrien — à 180 km au sud de Kuujjuaq —, où les sols argileux ou silteux sont plus sensibles. Les travaux correcteurs dans la rivière Caniapiscau se sont limités à aménager deux frayères en déversant des graviers pour former une litière. La création de nouvelles zones de fraie favorise les populations de salmonidés.
Les effets de la réduction du débit sur la rivière Koksoak sont faibles et lʼhabitat des poissons n'a pas été affecté. Cependant, les niveaux plus bas ont compliqué la navigation commerciale à proximité de Kuujjuaq et le long du trajet emprunté par les Inuits pour remonter la rivière, les niveaux plus bas révélant de nouveaux écueils.
La SEBJ a procédé au dynamitage de blocs qui rendaient lʼaccostage difficile en plus de baliser un chenal de navigation dans lʼestuaire. Une carte bathymétrique a également été produite. Elle a notamment servi à délimiter un chenal sécuritaire pour la navigation domestique.

### Évolution physique, chimique et biologique
Les études de suivi environnemental au réservoir de Caniapiscau et dans les autres réservoirs du complexe se sont notamment intéressées à la qualité de l'eau dans lʼécosystème. Les études ont porté sur 26 paramètres physico-chimiques, dont les plus représentatifs sont le pourcentage de saturation en oxygène, le pH ainsi que les niveaux de carbone inorganique total, de phosphore, de chlorophylle et de silice. Dans le cas du réservoir de Caniapiscau, la modification des caractères physico-chimiques, en particulier les niveaux de phosphore et de silice, a atteint son point culminant entre la sixième et la dixième année après la mise en eau, pour ensuite redescendre à des valeurs semblables aux conditions naturelles après 14 ans,.
Lʼaugmentation des teneurs en phosphore sʼest traduite par une hausse des niveaux de chlorophylle a, et ont été accompagnées dʼune réduction des concentrations de silice. Les niveaux du pigment responsable de la photosynthèse et indicateur de la population de phytoplancton en suspension dans lʼeau ont triplé dans les premières années au réservoir de Caniapiscau. Ils sont revenus à la normale en 1996, 14 ans après la mise en eau. Les concentrations de zooplancton ont rapidement augmenté au cours des deux premières années pour ensuite redescendre à des valeurs comparables à celles des lacs de la région, ce qui sʼexplique par lʼallongement du temps de séjour moyen, permettant à ces organismes de compléter leur cycle de vie.
La diversité des organismes benthiques a été réduite, en raison de la raréfaction des espèces peu mobiles ou mieux adaptées aux rivières. Cependant, les espèces lacustres ont rapidement occupé les nouveaux milieux créés par le réservoir. Lʼexamen de spécimens de poissons se nourrissant au benthos a démontré que la variété et la quantité des organismes benthiques avaient augmenté le taux de croissance et lʼindice dʼembonpoint chez le grand corégone ainsi que chez son prédateur, le brochet.

### Mercure

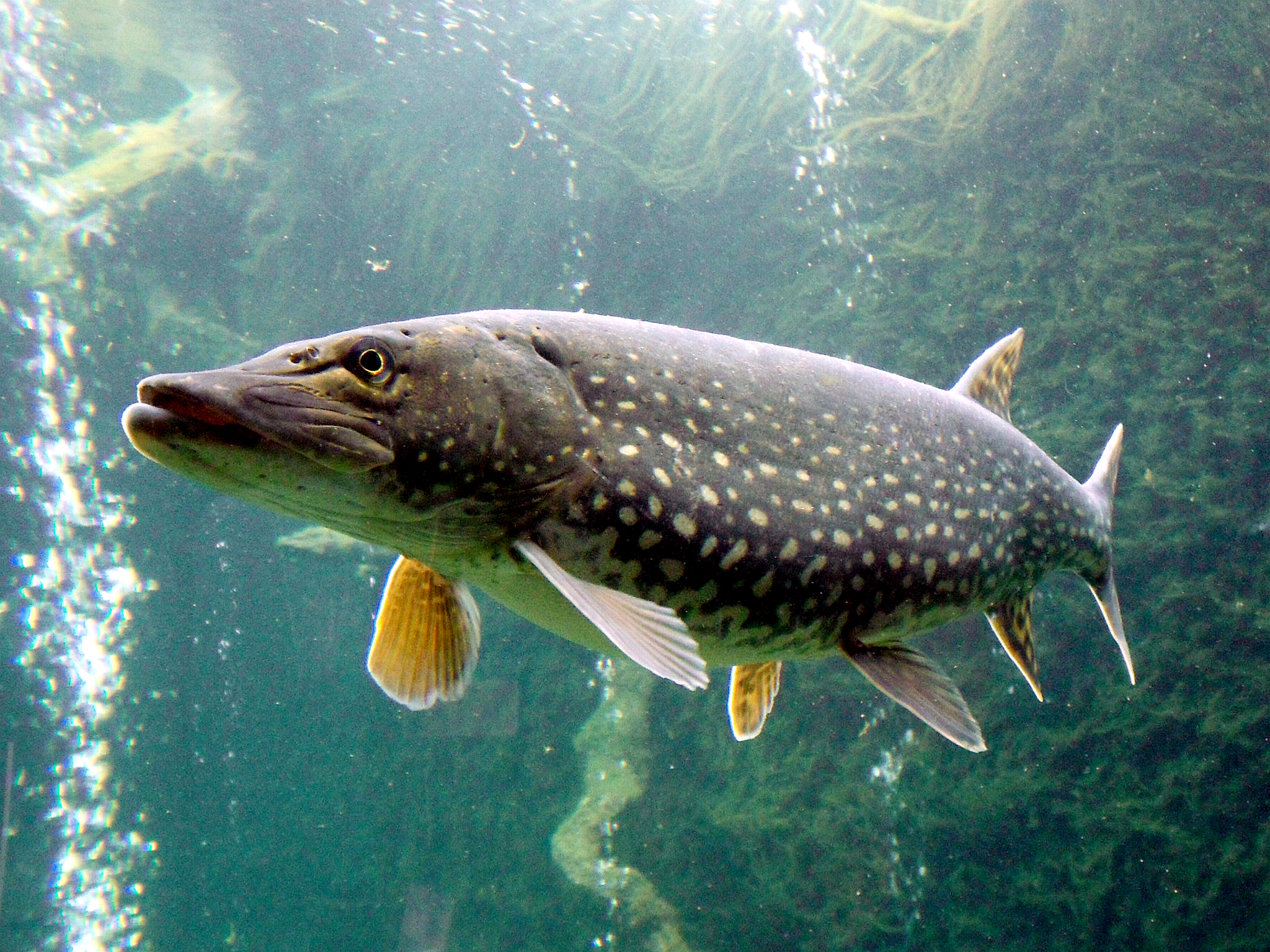
Les concentrations de mercure sont plus élevées chez les espèces piscivores, comme le grand brochet (Esox lucius).

Bien qu'il n'existe aucune source directe de mercure dans la région, ce métal lourd est relativement présent dans lʼenvironnement du Nord du Québec. Il se retrouve dans les couches organiques des sols, où il sʼest progressivement accumulé depuis la dernière glaciation.
Depuis un siècle toutefois, du mercure aéroporté de source anthropique sʼest ajouté aux dépôts doublant, voire triplant, les valeurs mesurées dans les sédiments lacustres dans les régions du Québec entre le 45e et le 54e parallèle. Les concentrations relativement uniformes de ces dépôts suggèrent une source commune, probablement les établissements industriels du secteur des Grands Lacs.
Une partie du mercure nouvellement déposé est entraîné dans les lacs par le ruissellement. Lʼaction des bactéries convertit la forme inorganique du mercure en méthylmercure, une forme facilement assimilable par les organismes vivants.
Les concentrations de mercure mesurées chez les poissons des lacs et rivières naturels du Nord-du-Québec sont relativement élevées chez les espèces piscivores, où elles dépassent souvent la norme canadienne de commercialisation des produits de la pêche de 0,5 mg/kg.
« La création des réservoirs du complexe La Grande pendant la phase I du projet a entraîné une augmentation significative de la teneur de mercure total dans la chair de toutes les espèces de poissons », affirment Schetagne, Therrien et Lalumière, dans un rapport publié en 2002. Toutefois, lʼimpact se fera sentir de manière différente selon que lʼespèce est piscivore ou non.
Chez le meunier rouge et le grand corégone, deux espèces non piscivores qui fréquentent les eaux de la Jamésie, les concentrations en mercure sont moins élevées et le rétablissement des populations est en grande partie complété depuis la fin des années 1990, 20 ans après la mise en eau. Le retour à la normale pour le grand corégone de 400 mm est survenu 10 ou 11 ans après la mise en eau et 17 après pour le meunier rouge de 400 mm de longueur.
La situation est différente pour les espèces piscivores. Les grands brochets de 700 mm du réservoir de Caniapiscau ont atteint une concentration maximale de mercure de 2,08 mg/kg 12 ans après la mise en eau. Il sʼagit dʼune teneur inférieure à celle mesurée chez des spécimens de la même espèce dans le réservoir Robert-Bourassa, mais supérieure à celle des lacs naturels de la région de Caniapiscau, où elle varie entre 0,38  et   0,92 mg/kg.
Une teneur maximale de mercure 2,08 mg/kg chez les touladis de 700 mm a été atteinte 9 ans après la mise en eau du réservoir de Caniapiscau, mais cette teneur a eu tendance à stagner dans les années 1990. Cette stabilité sʼexpliquerait par le fait que le recrutement de cette espèce est très faible depuis la création du réservoir et que les spécimens pêchés sont essentiellement des poissons nés avant la mise en eau.

### Noyades massives de caribous

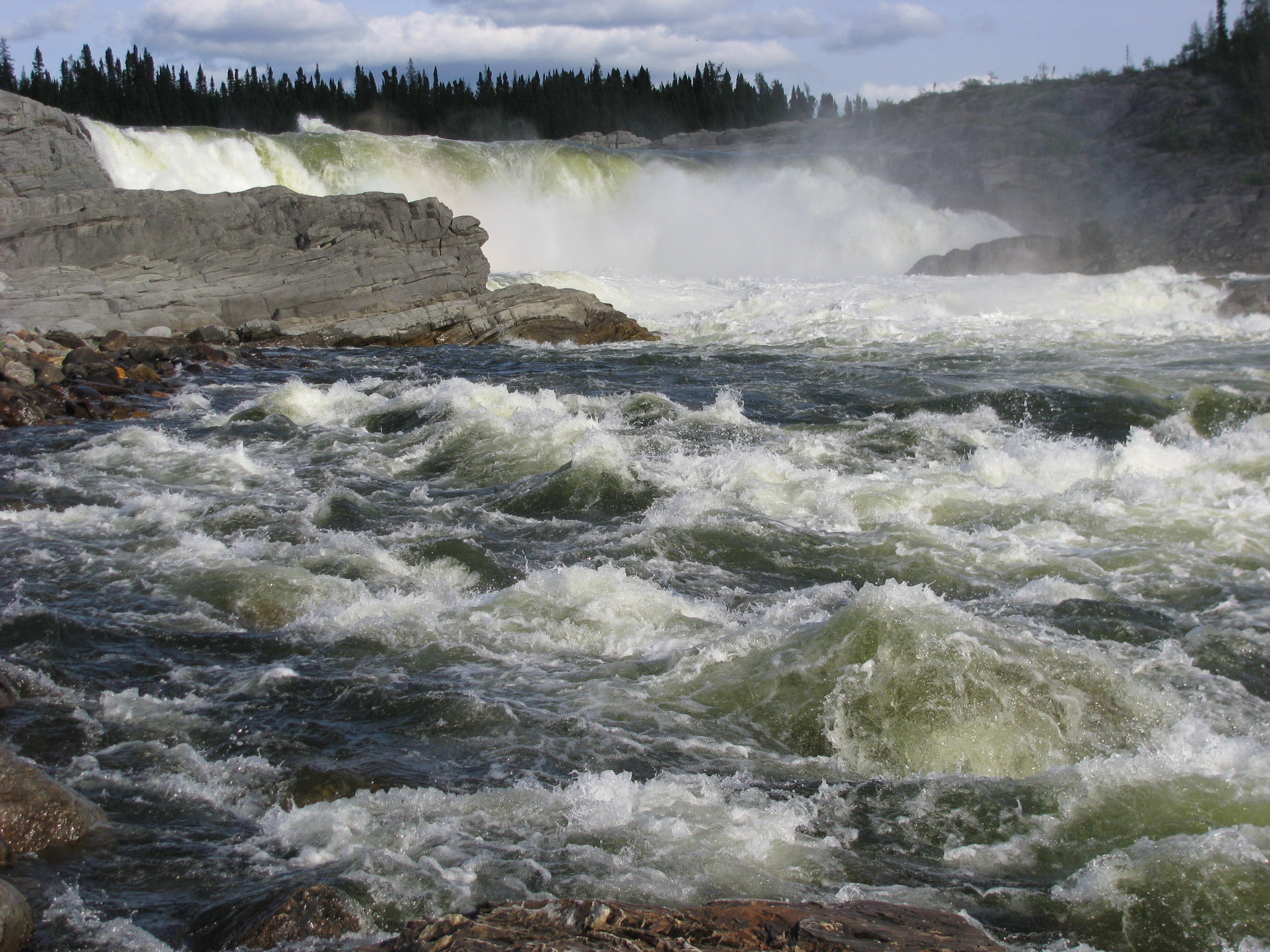
La chute du Calcaire.

Le mois de septembre 1984 est particulièrement pluvieux dans le Nord du Québec. La station météorologique de Nitchequon enregistre des précipitations de 181,3 mm, un record depuis le début des registres, en 1942, alors qu'il est tombé 134 mm de pluie à Schefferville, comparativement à une moyenne de 84 mm. Rempli depuis le début de lʼannée 1984, le réservoir doit ouvrir lʼévacuateur de crues Duplanter à plusieurs reprises au cours du mois, ce qui augmente les débits en aval.
Pendant ce temps, des milliers de caribous de la harde de la rivière George qui poursuivent leur migration annuelle se trouvent en face de la rivière Caniapiscau près de la chute du Calcaire, une cascade de 22 m située à 400 km en aval du réservoir.
Les 28 et 29 septembre, les animaux, poussés par le reste du troupeau, s'engagent dans lʼeau et n'arrivent pas à rejoindre la rive escarpée dʼune île au milieu de la rivière. Au total, 9 604 caribous sont emportés par un courant de 5 m/s et périssent en tombant de la chute du Calcaire. La scène de désolation en aval est abondamment filmée et décrite par les médias du monde entier et provoque une controverse sur la gestion de cette crue automnale par Hydro-Québec, lʼexploitant du complexe La Grande,.
Après analyse, les scientifiques concluent toutefois à un désastre naturel et indiquent qu'en lʼabsence du réservoir, le débit au moment de la noyade aurait dépassé 3 500 m3/s, soit 400 m3/s de plus que le débit enregistré au moment de lʼévénement.
Un incident semblable sʼest produit en octobre 2007, alors que 300 cervidés ont été trouvés noyés sur les berges de la Caniapiscau au même endroit que 23 ans plus tôt. Cette fois, lʼintervention rapide des agents de protection de la faune a permis dʼéviter la répétition du scénario de 1984. Des clôtures ont été installées le long de la rivière sur la rive ouest, forçant la harde de caribous à traverser plus loin en amont de la chute du Calcaire. Des clôtures semblables avaient été posées sur lʼautre berge après la noyade de 1984.

## Exploitation

Hydrogramme des débits soutirés, déversés et turbinés au réservoir de Caniapiscau, entre 1984 et 1994 (d'après).

### Effet du gel
Avec une période de gel qui dure dʼoctobre à la mi-juin ou à la mi-août, selon les conditions de protection et dʼexposition et qui atteint une profondeur de 9 m par endroits, le territoire du complexe La Grande se situe en bordure de la zone de pergélisol sporadique.
La moraine est moins affectée par le gel que le roc, mais la pénétration du gel peut atteindre de 4 à 5 m dans une moraine compactée et exposée, en raison du compactage et de la teneur en eau plus faible quʼen sol intact. Les concepteurs du projet ont effectué plusieurs tests pour établir des normes de protection des noyaux et les digues homogènes en hiver. La profondeur maximale de gel varie entre 5,0  et   6,0 m à Caniapiscau.
Le gel provoque des fissures longitudinales de faible amplitude qui se referment automatiquement après le dégel et sont considérées « sans conséquence ». Des soulèvements de 50  à   70 mm sous la crête ont également été observés aux barrages LG-2 et LG-3 en hiver. Il sʼagit de soulèvements 10 fois moindres que le laissaient prévoir des tests en laboratoire.
Le gel en profondeur enregistré à Caniapiscau présente des risques de formation dʼune zone de pergélisol entre 4,5  et   5,5 m de profondeur si le niveau du réservoir reste bas pendant une période prolongée.

### Réfection des ripraps
Plusieurs ouvrages de retenue du réservoir ont subi des dommages au cours des 10 premières années dʼexploitation. Le riprap — la couche dʼenrochement disposée en vrac sur le talus amont pour le protéger contre lʼérosion des vagues et du vent — de 19 structures dans lʼensemble du complexe ont dû être réparées, parfois à répétition, par lʼexploitant entre 1983 et 1991. En 1992, Hydro-Québec confie à la SEBJ le mandat de déterminer les causes des dommages et de proposer des solutions.
La masse et la taille des blocs du riprap dépendent de la hauteur de la vague, qui est fonction de lʼintensité du vent et de la superficie du plan dʼeau. De nouvelles campagnes de mesure des vents et une campagne de mesure des vagues ont permis de conclure que les concepteurs avaient sous-évalué la hauteur des vagues, qui peuvent atteindre 1,7 m dans le nord du réservoir.
La solution retenue consiste à recouvrir le riprap dʼorigine par une berme en enrochement déversé de gros calibre, jusqu'à 150 cm de diamètre. La portion supérieure de la berme est régalée avec une rétrocaveuse pour améliorer sa stabilité. Dans lʼensemble du complexe, une trentaine dʼouvrages ont subi des réparations locales alors que 17 autres, dont 7 à Caniapiscau, ont fait lʼobjet de travaux majeurs. C'est notamment le cas du barrage KA-3 qui a été recouvert dʼune berme dʼune épaisseur allant jusqu'à 7,6 m sur sa face amont.